# Grutesco

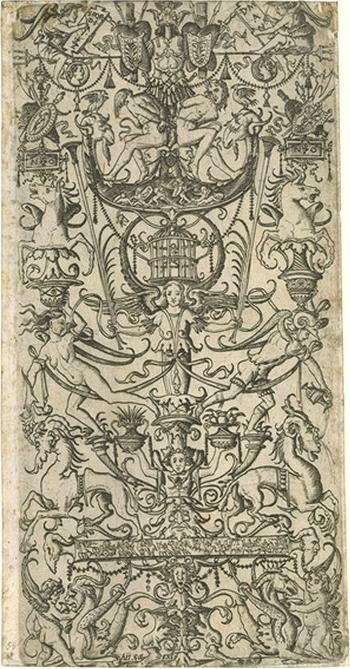
Motivos decorativos de Nicoletto da Modena, publicados por Antonio de Salamanca, ca. 1500-1512. Están entre las primeras ilustraciones de la Domus Aurea que se divulgaron por la imprenta. No obstante, más que del modelo antiguo parecen derivar más bien de los diseños de Pinturicchio.

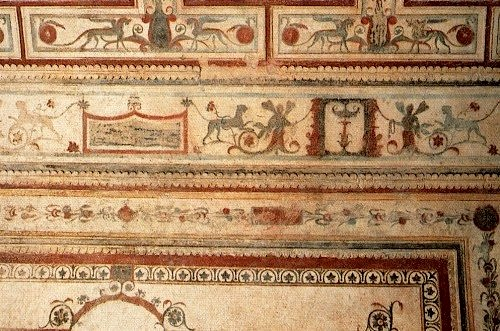
Decoración de la Domus Aurea

Grutesco (del italiano grottesco, y este de grotta -"gruta"-) es un motivo decorativo derivado de la decoración de las "cuevas" descubiertas en la Roma del siglo XV y que posteriormente se han identificado como habitaciones y pasillos de la Domus Aurea (el palacio que Nerón hizo construir tras el gran incendio del año 64). Fueron muy utilizados en el arte del Renacimiento y se divulgaron por toda Europa. Consiste en la combinación de elementos vegetales (follajes, guirnaldas), vasijas, cornucopias, panoplias, figuras humanas y teriomórficas (bichas, centauros, sátiros, putti), animales fantásticos y seres mitológicos ("sabandijas", "quimeras"), mascarones, bucráneos, etc., que se relacionan de manera caprichosa y rellenan de forma profusa el espacio (horror vacui) en composiciones simétricas.
Su condición de estilo extravagante (se definían sus motivos como ridículos, chabacanos, vulgares o absurdos) extendió el uso del término grotesco como sinónimo de tales adjetivos, incluso de lo irregular, grosero y de mal gusto. También se denomina así lo relativo a las cuevas artificiales. La decoración con rocalla o rocaille (en jardinería e interiores respectivamente) es propia de estilos posteriores (el Rococó del siglo XVIII). Muy anterior es la utilización de monstruos en el arte medieval (gárgolas, canecillos); mientras que la fase final del Renacimiento, el Manierismo, tiene algunos ejemplos destacados de ello (Parque de los monstruos de Bomarzo). Lo grotesco terminó por definir una categoría estética diferenciada de la idea clásica de belleza, en oposición a la categoría de lo sublime.

## Grutescoscomo decoración
La difusión de la utilización de grutescos como decoración pictórica y arquitectónica, y en las artes menores, fue amplísima a pesar del reproche intelectual que se realizaba en contextos académicos, y que se remontaba a textos del tratadista romano Vitruvio, que ya había condenado la moda de tales ornamentos en De architectura. El manierista Giorgio Vasari, cuyo concepto de grutesco es peyorativo (pitture licenziose e ridicole molto), realiza una curiosa correspondencia entre fondo y forma, al usar en su lenguaje un retorcimiento que imita la singularidad del objeto descrito:

Los grutescos son una clase de pintura libre y divertida inventada en la Antigüedad para decorar los muros donde únicamente se podían situar formas suspendidas en el aire. En ellas, los artistas representabas deformidades monstruosas, hijas del capricho de la naturaleza o de la extravagante fantasía de los pintores: inventaban esas formas fuera de toda regla, colgaban de un hilo muy delgado un peso que jamás habría podido soportar, transformaban en hojas las patas de un caballo y las piernas de un hombre en patas de grulla, y pintaban también una gran cantidad de diabluras y extravagancias. El que tenía la imaginación más desbordante parecía el más capacitado. Después se introdujeron las reglas y se limitó la maravilla a los frisos y a los compartimentos a decorar.
Giorgio Vasari

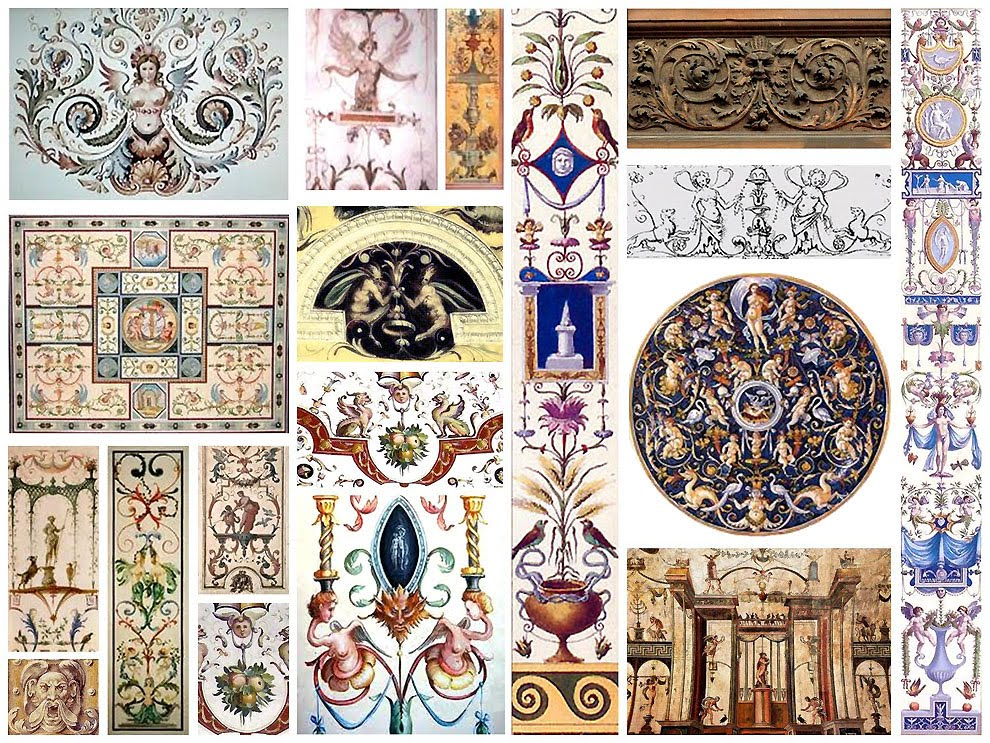
Caos ordenado. Motivos ornamentales grutescos empleados en diferentes medios y formatos. Lámina para estudio comparativo de motivos grutescos, por Mariano Akerman.

Se presume que los grutescos empleados desde el Renacimiento son imitaciones de pinturas descubiertas en grutas subterráneas de monumentos de la Antigüedad, principalmente en los baños de Tito y Livia en Roma, en la Domus Aurea de Nerón, en la Villa Adriana en Tívoli y en diversos edificios de Herculano y Pompeya. Benvenuto Cellini, en su autobiografía, refleja cómo el término grottesca o grottesche se comenzó a utilizar a partir del hallazgo, en 1480, de unas salas abovedadas de la Domus Aurea que habían permanecido sepultadas unos diez siglos. El desvelamiento de sus complejas decoraciones murales causó sensación en Roma e interesaron a pintores como Botticelli, Filippino Lippi, il Pinturicchio, Rafael, Giovanni da Udine, il Morto da Feltre, Bernardo Poccetti, Marco Palmezzano o Gaudenzio Ferrari.
Juan Nani (sic., Annio da Viterbo), pintor del siglo XVI (sic., erudito, anticuario y mixtificador, autor de Antiquitatum variarum, 1498), copió de las primeras ruinas citadas y generalizó en su tiempo el gusto por estos dibujos. En cuanto al origen de aquellas antiguas pinturas, parece que hayan sido inspiradas en los fantásticos animales que representaban las telas de la India y de Persia.
El grutesco es un motivo decorativo a base de seres fantásticos, vegetales y animales, complejamente enlazados y combinados formando un todo. Es un tema asociado al Renacimiento y suele estar formado, en su parte superior, por una cabeza o torso humano o animal que se acabe en un juego de plantas o elementos vegetales por abajo.

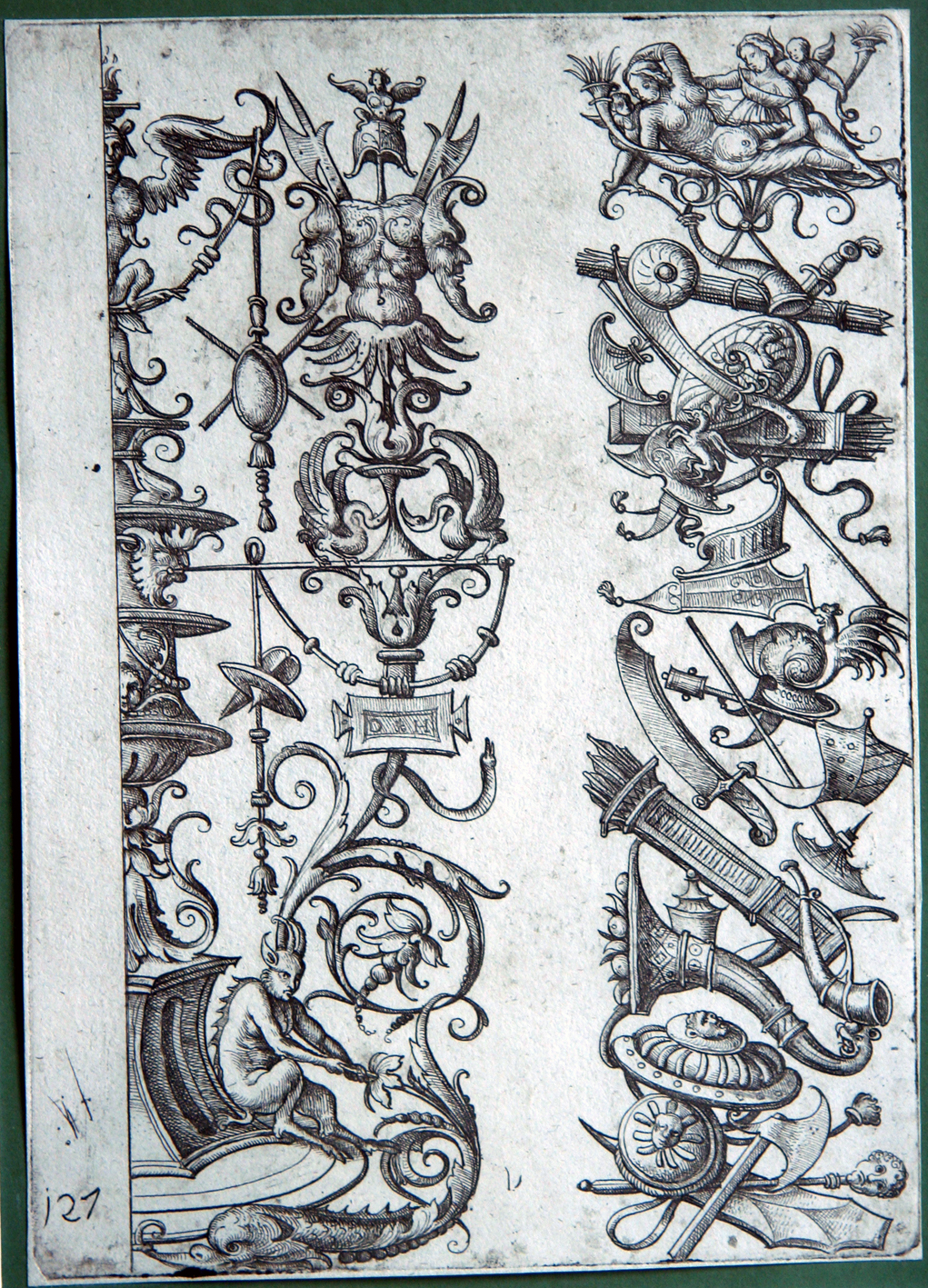
Motivos decorativos de Daniel Hopfer, ca. 1500.
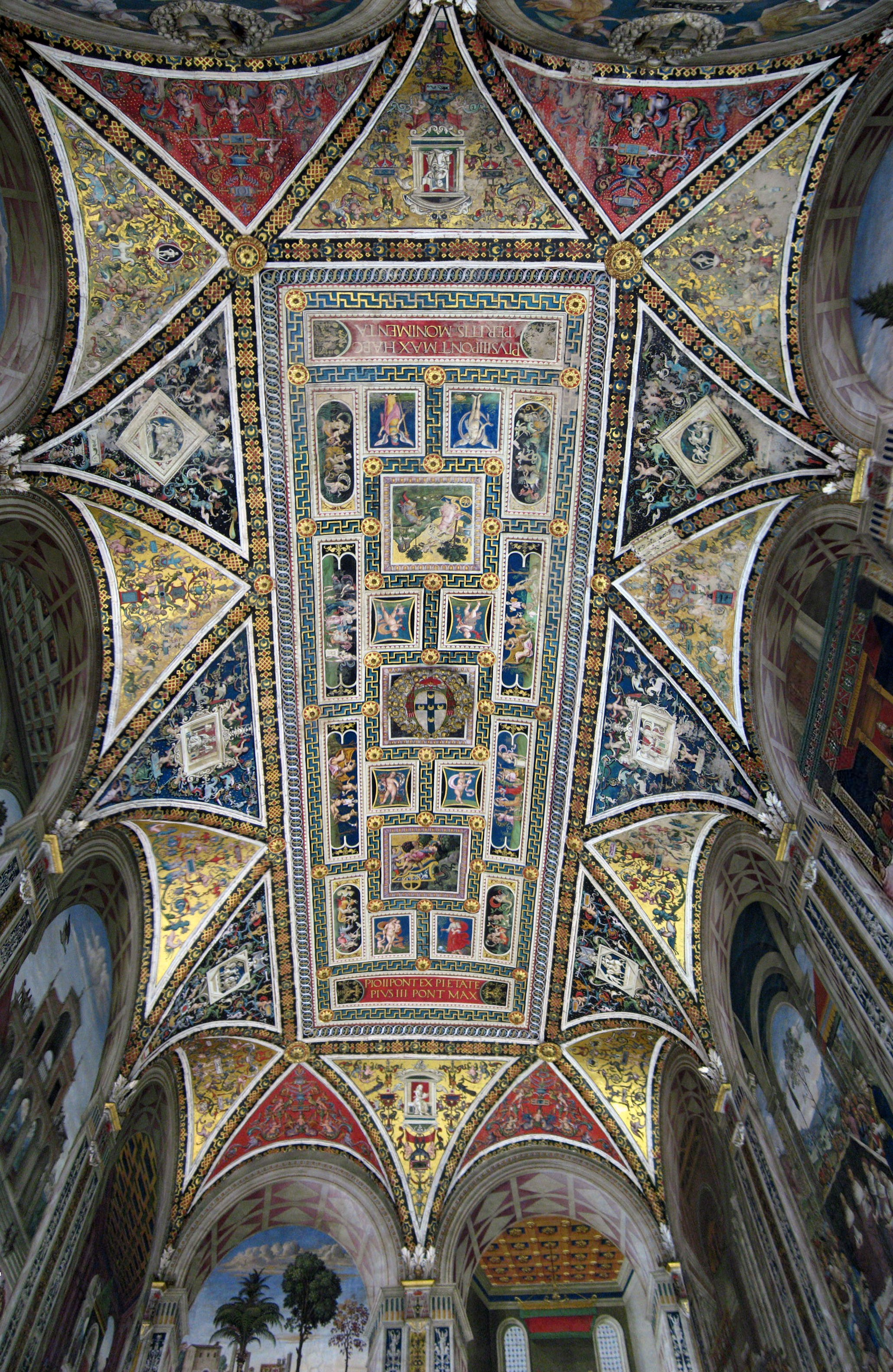
Techo de la librería Piccolomini en la catedral de Siena, de Pinturicchio (probablemente sobre diseños de Rafael, 1502-1507.
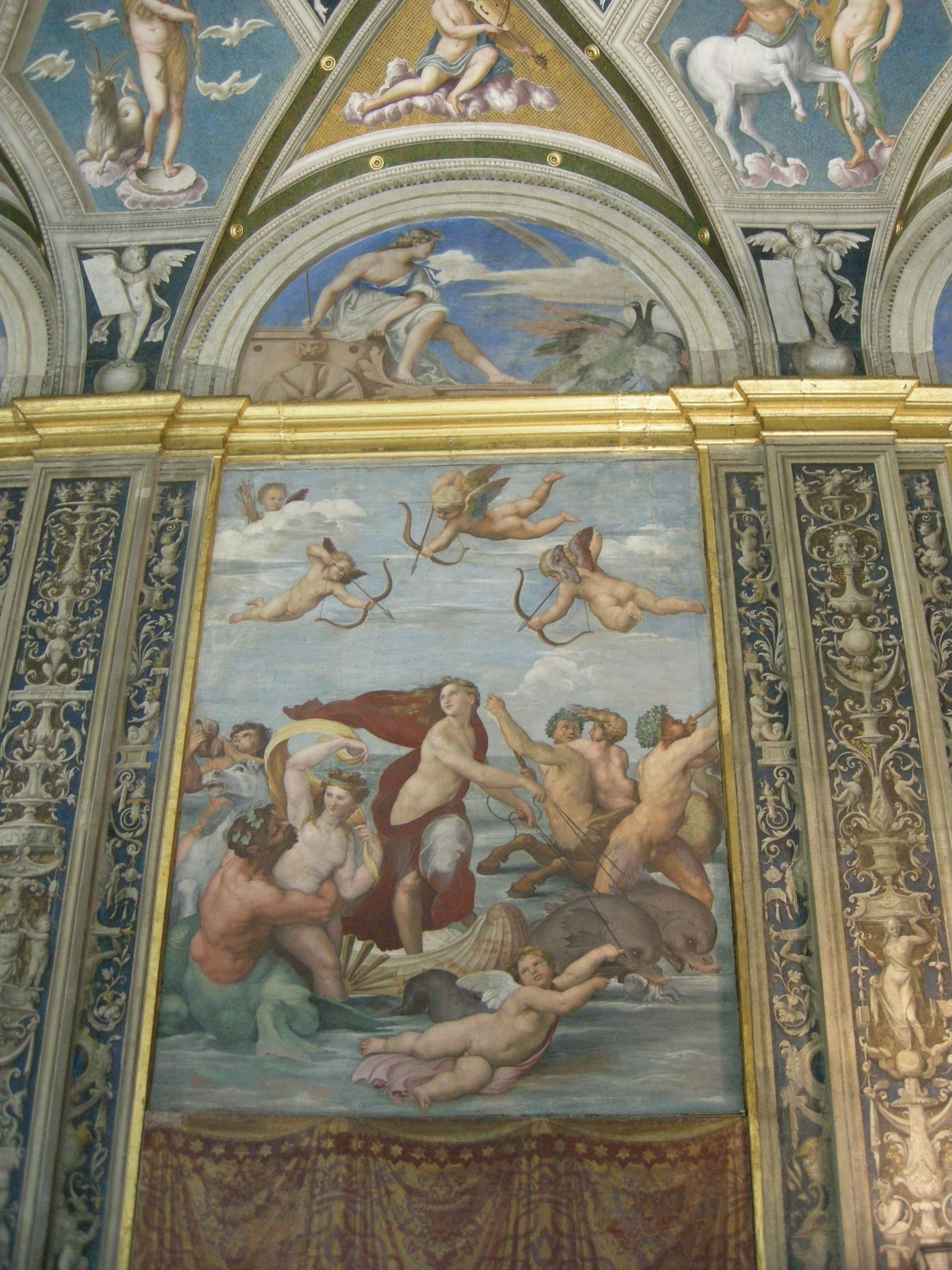
Los grutescos rodean la Galatea de Rafael en la llamada Sala de Galatea de la Villa Farnesina.
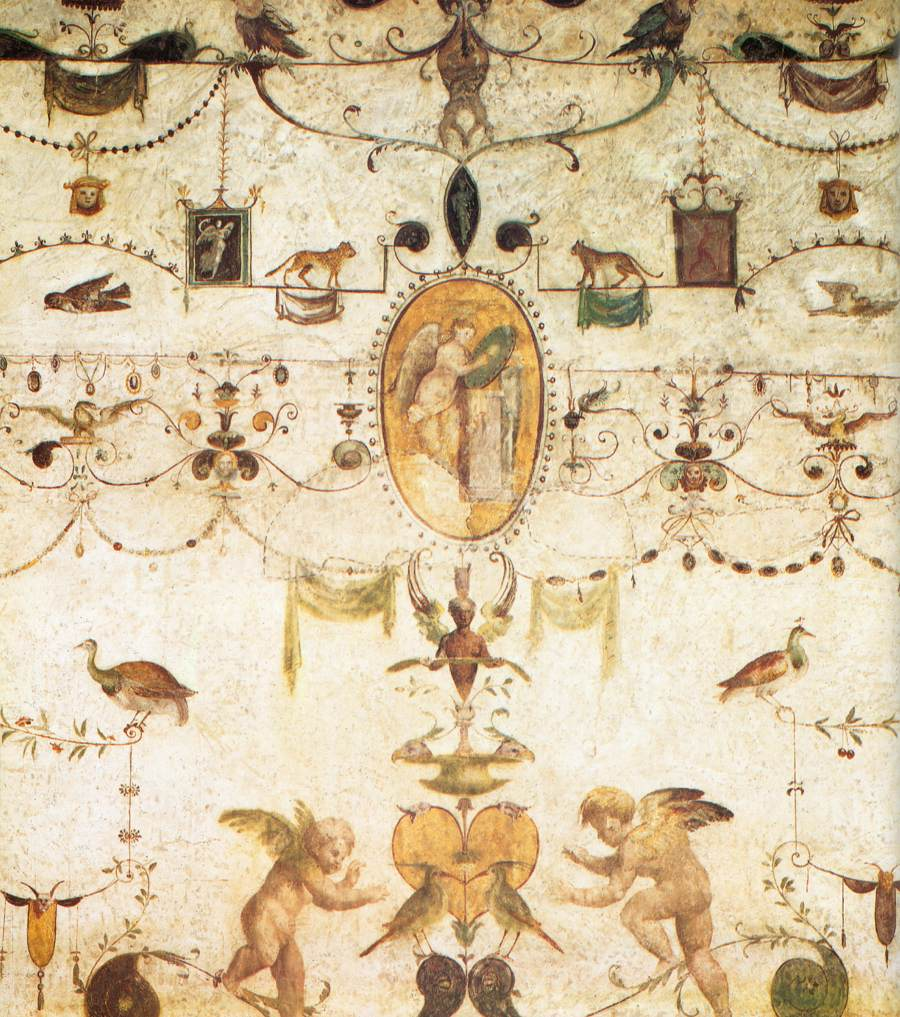
Loggeta del cardenal Bibbiena,[14] de Giovanni da Udine, ca. 1517.
Capilla de Santa Librada de la catedral de Sigüenza, de Francisco de Baeza (ca. 1520).
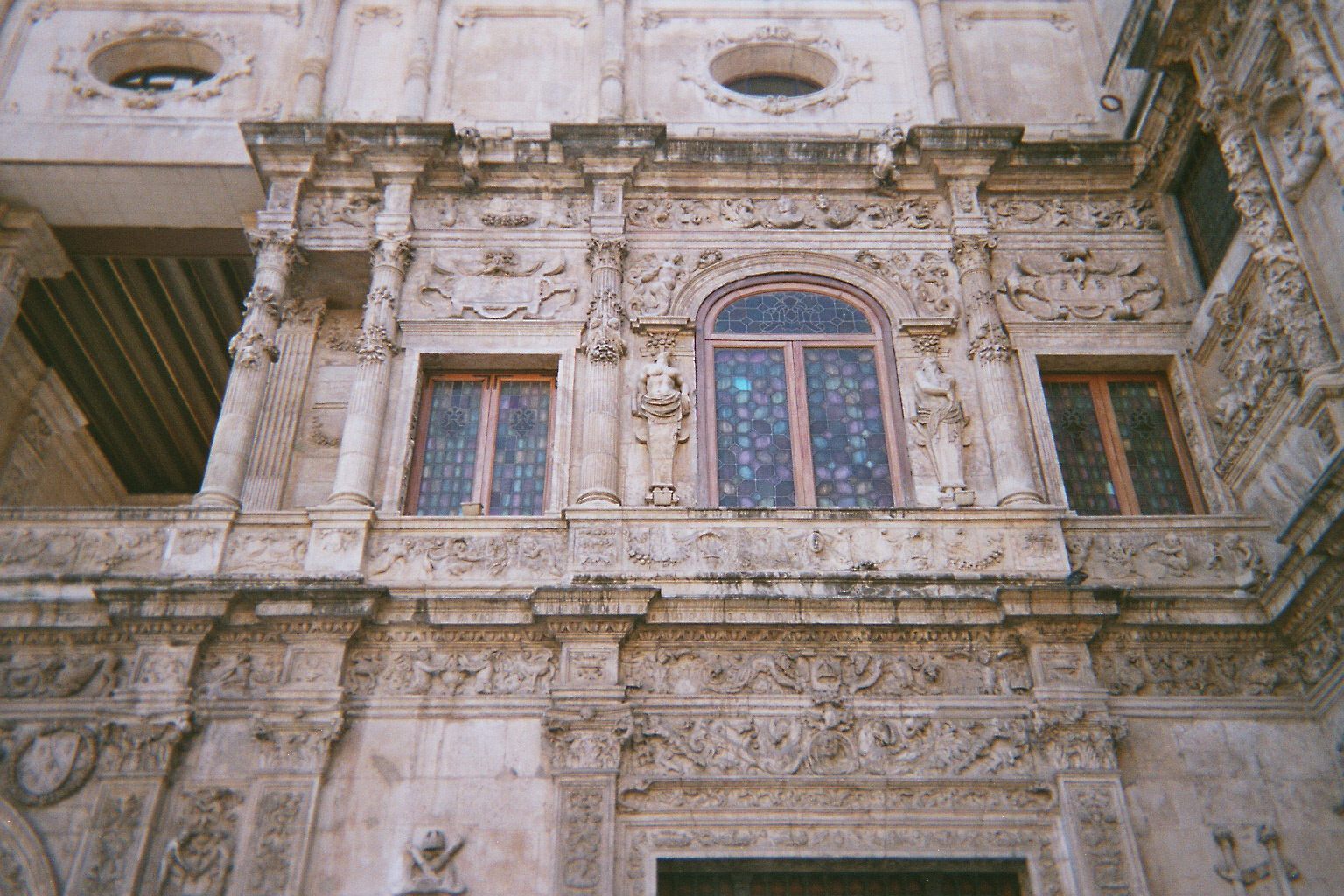
Casa consistorial de Sevilla, Diego de Riaño, 1527-1534.
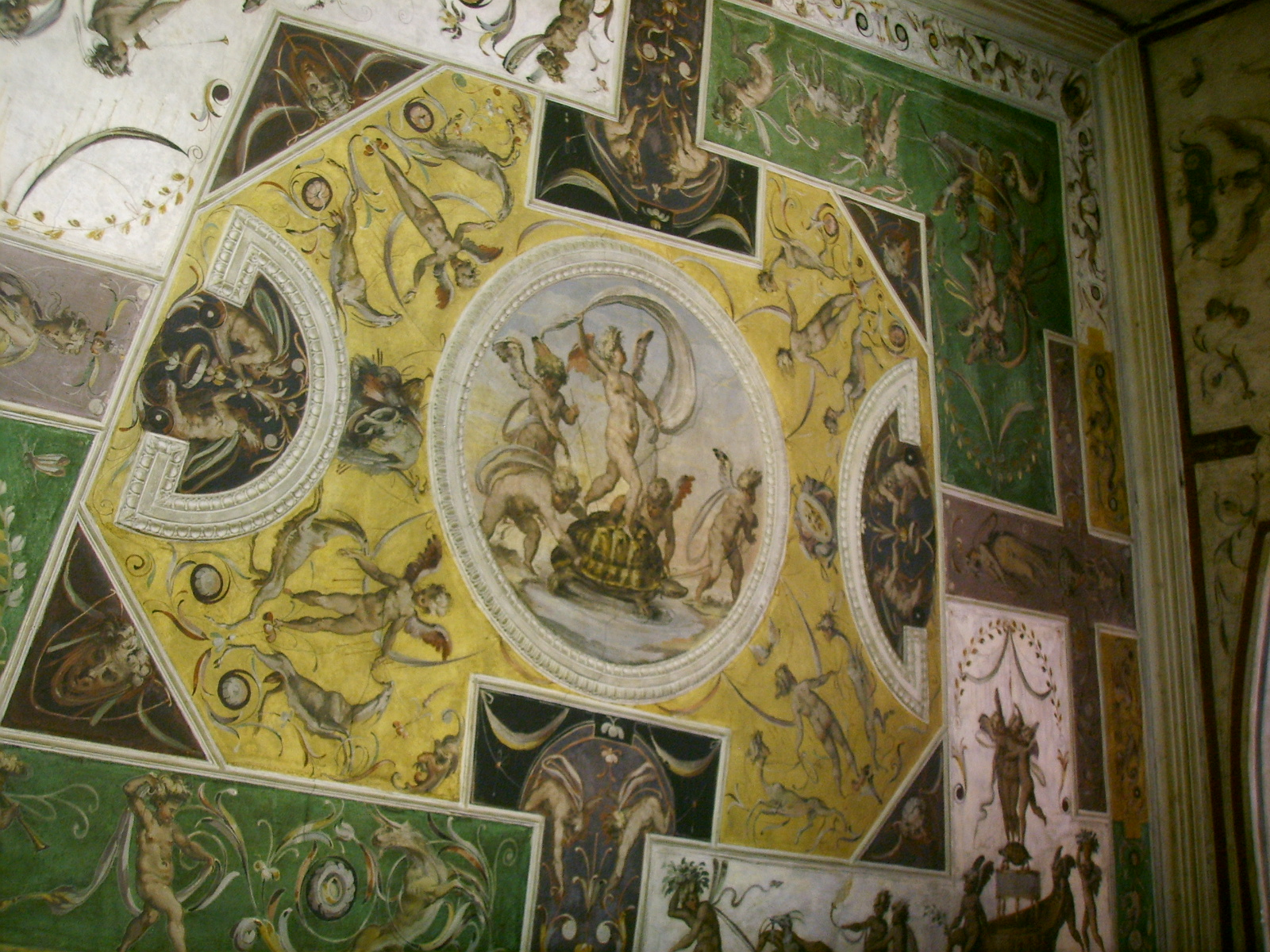
Quartiere degli elementi del Palazzo Vecchio, Florencia. Iniciada por Giovanni Battista del Tasso,[16] fue terminada tras su muerte (1555) por Vasari y sus ayudantes.
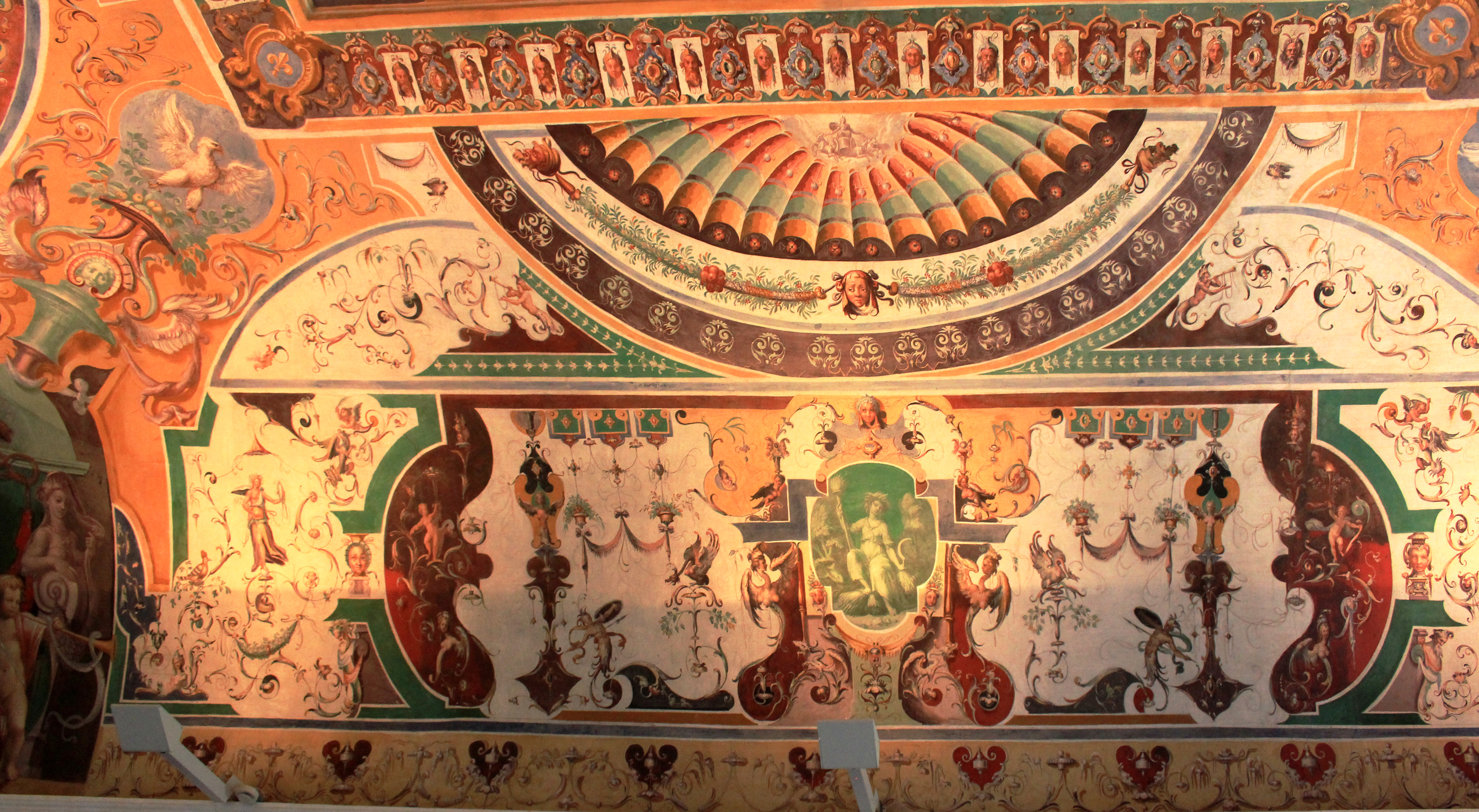
Frescos de la Villa d'Este, de Livio Agresti, 1550-1572.
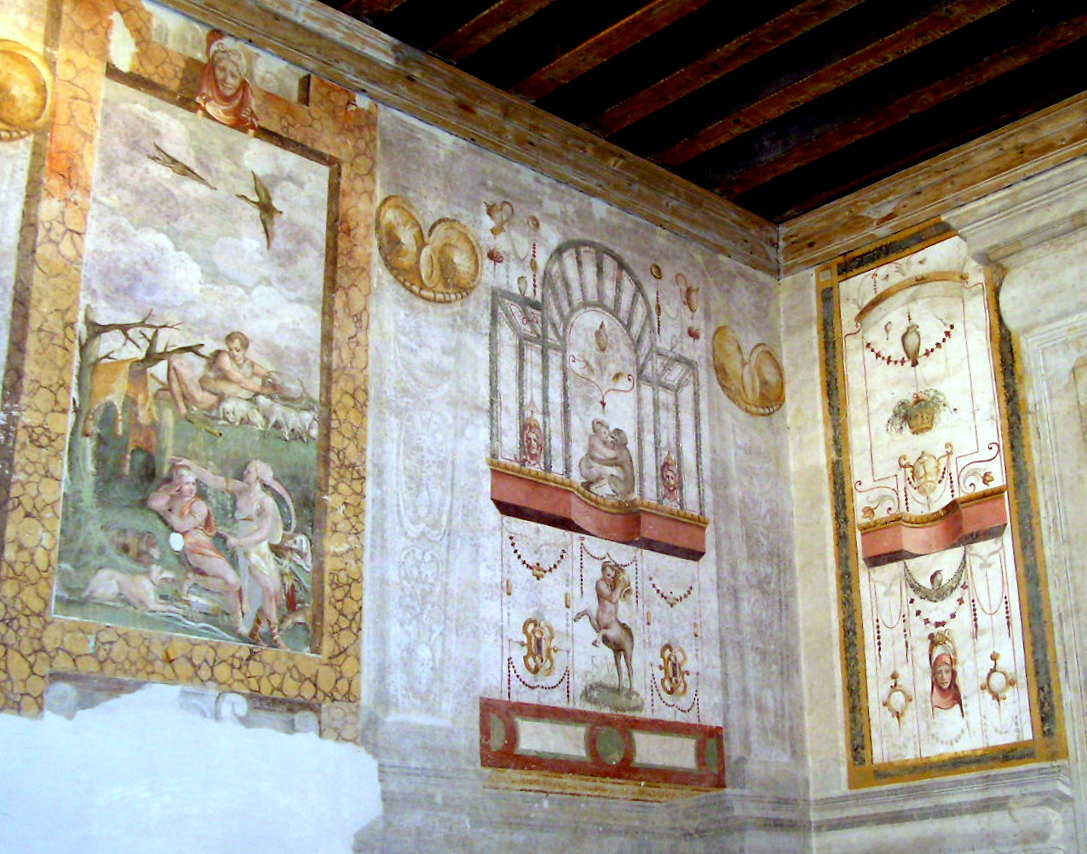
Frescos de la Villa Badoer, de un tal Giallo Fiorentino (identificable quizá con Pier Francesco Foschi), ca. 1563.
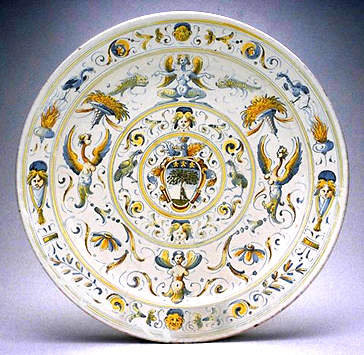
Piatto a raffaellesche ("plato a la rafaelesca") en mayólica de Faenza, siglo XVI.
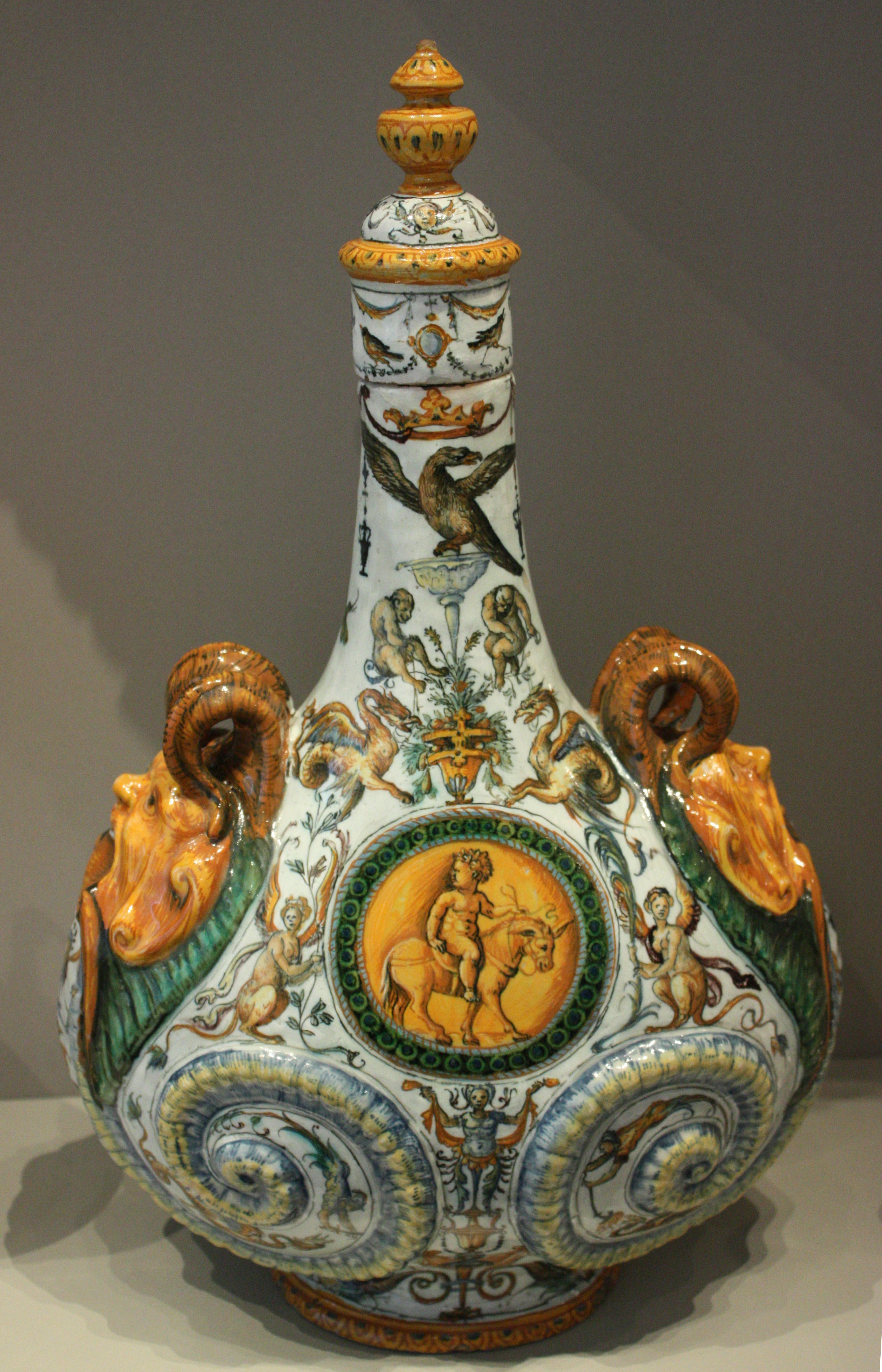
Botella de peregrino en mayólica con decoración de grutescos, Urbino, ca. 1560-1570.
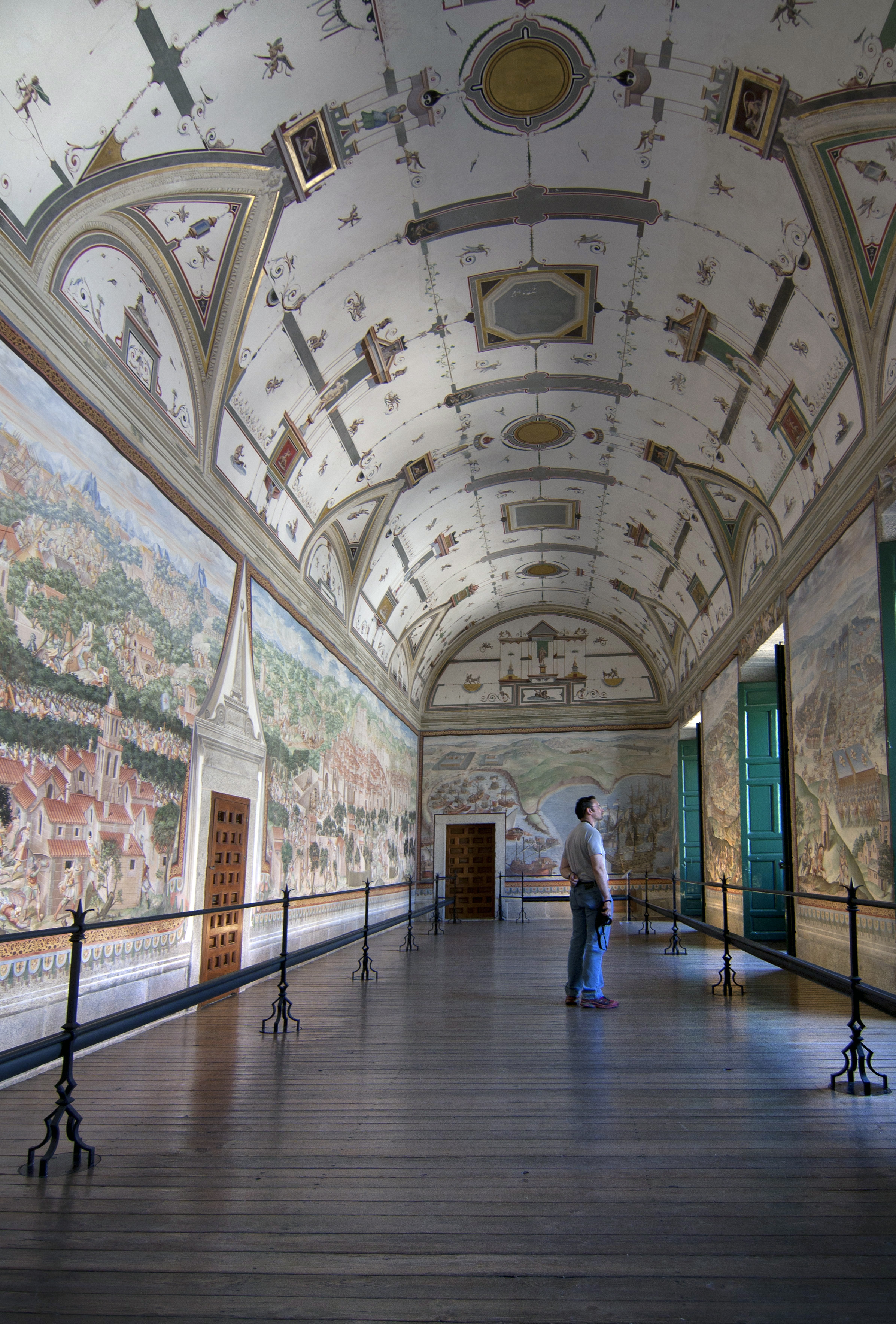
Bóveda de la Galería de batallas del Monasterio de San Lorenzo de El Escorial (50 metros de largo por 6 de ancho y 8 de alto), 1584-1591.
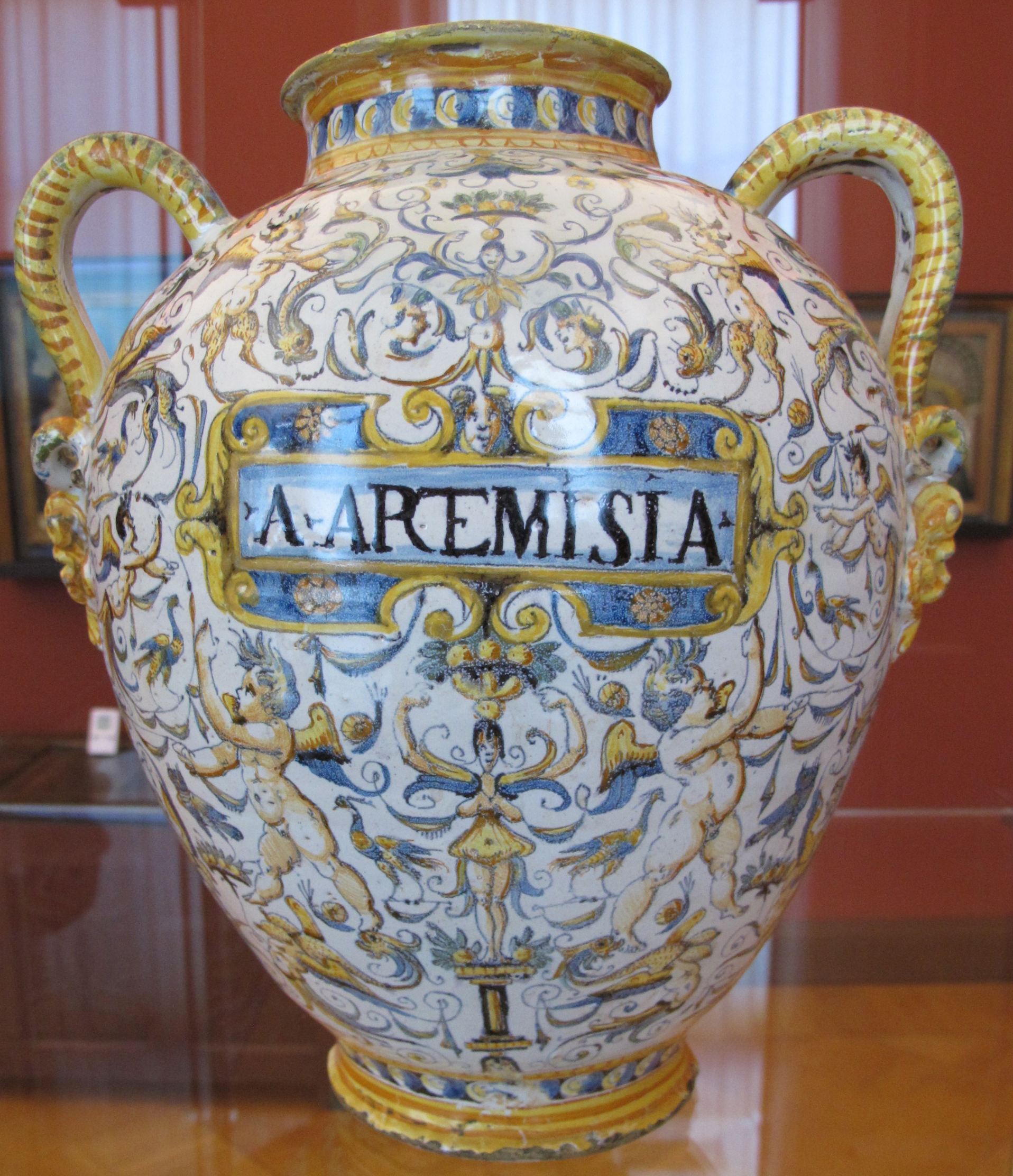
Vasija farmacéutica (albarelo) en mayólica romana, ca. 1600.
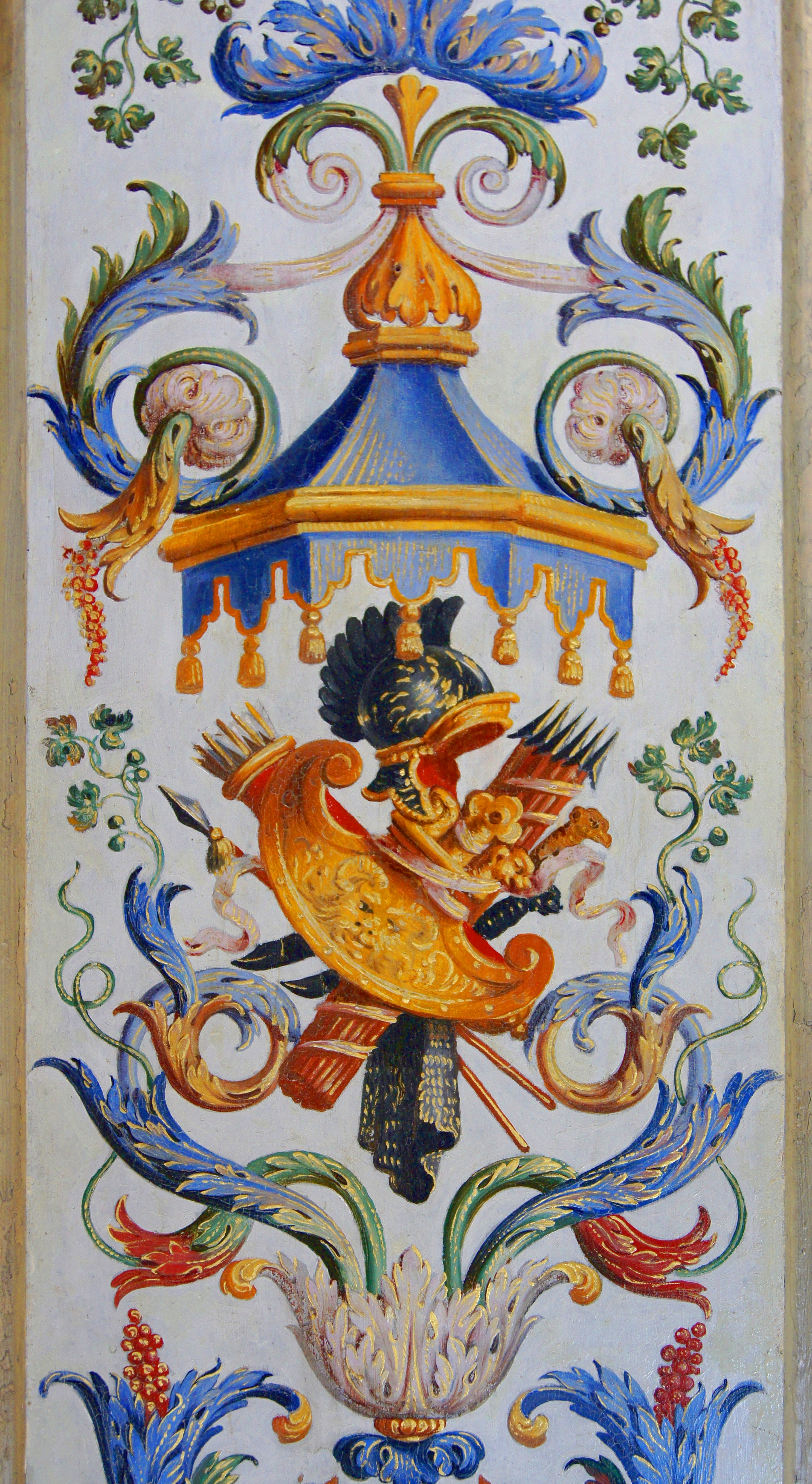
Grotesque à l'antique del siglo XVII en el Château de Vaux-le-Vicomte.
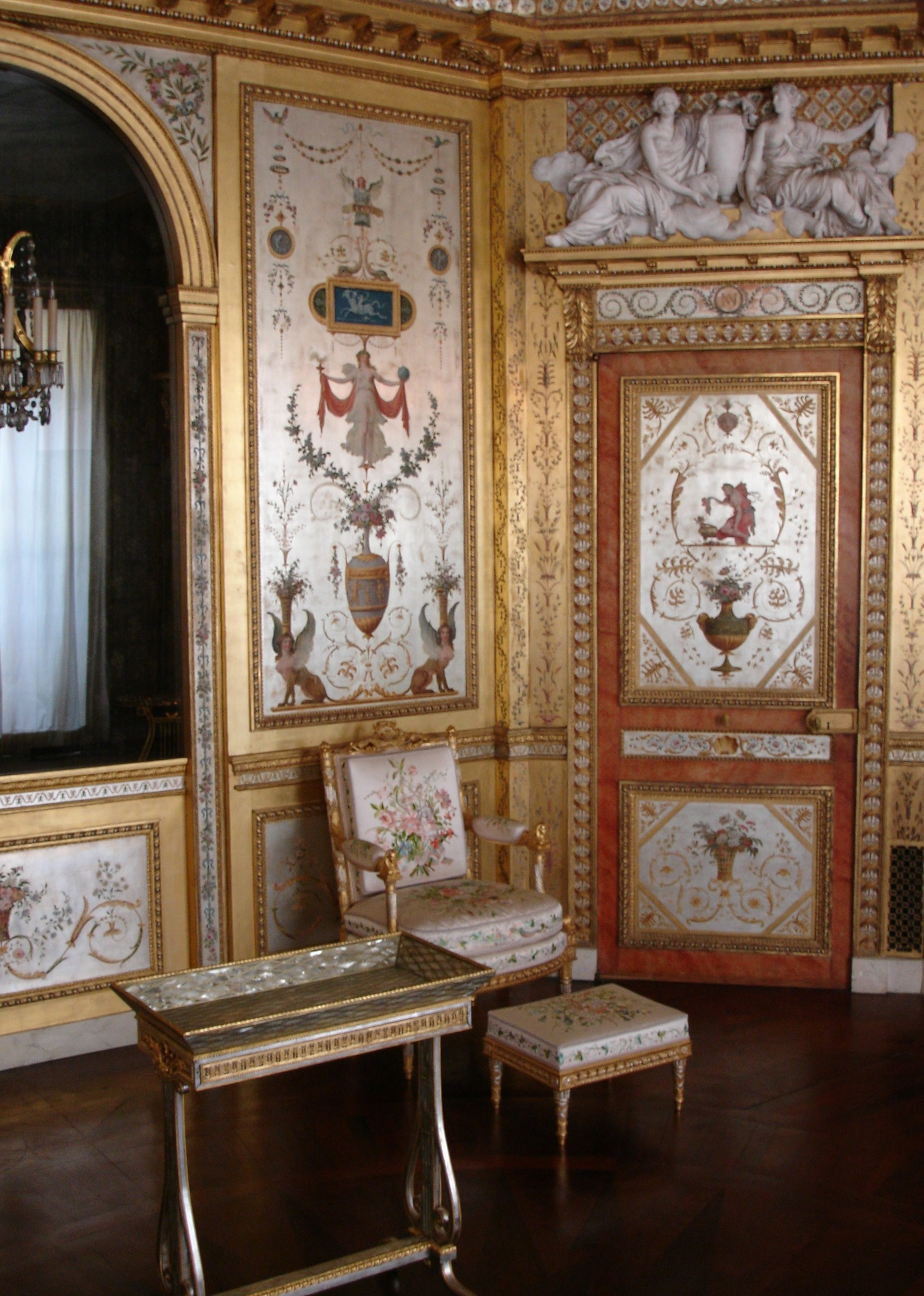
Decoración de estilo neoclásico francés pintado a la maniera grottesca rafaelesca en el palacio de Fontainebleau   (años 1780).
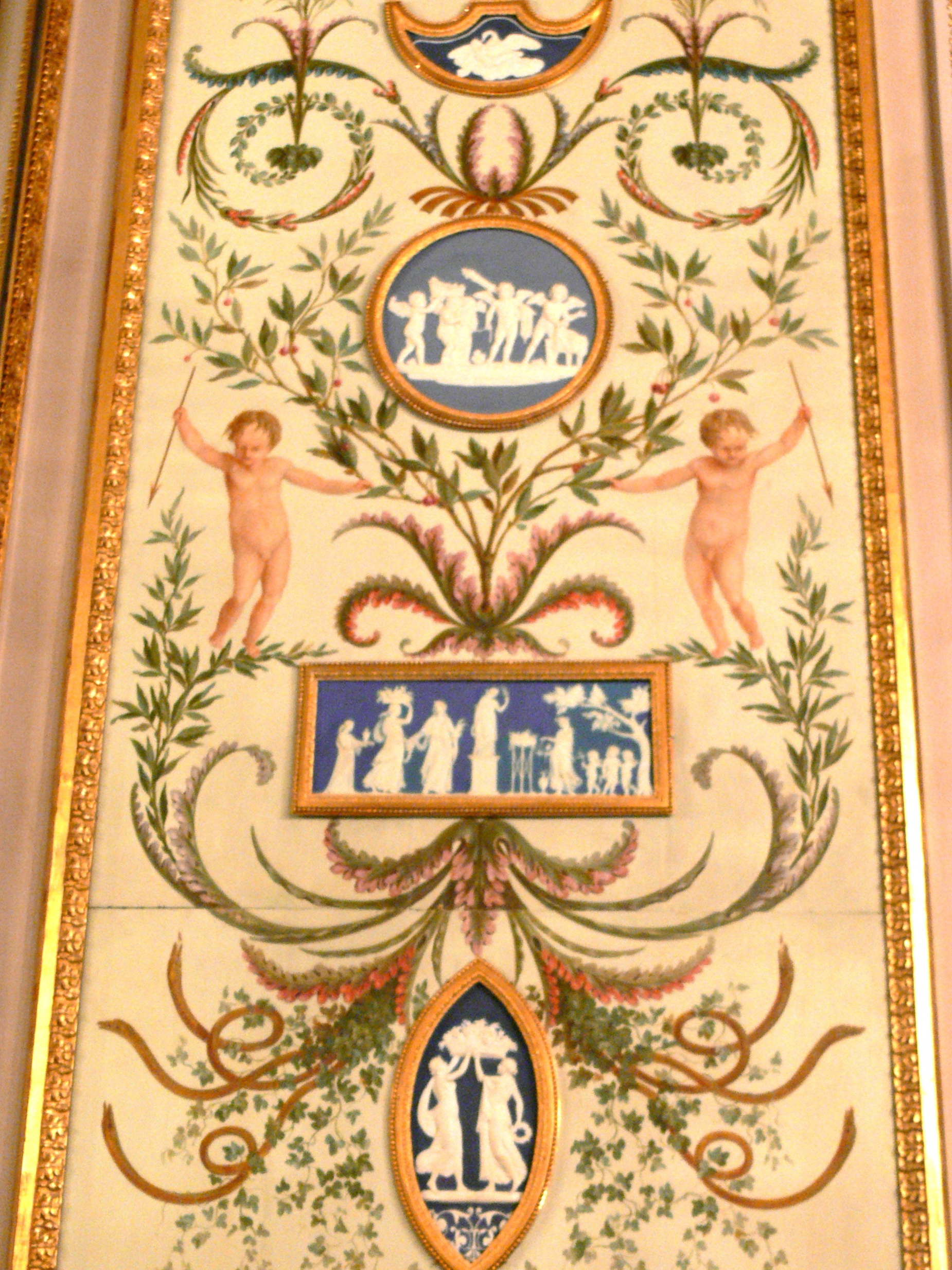
Grutescos enmarcando placas de cerámica Wedgwood diseñadas por John Flaxman. Wedgwoodkabinett del palacio de Archiduque Alberto (Albrechtspalais o Albertina) de Bruselas, posteriormente trasladado a Viena.
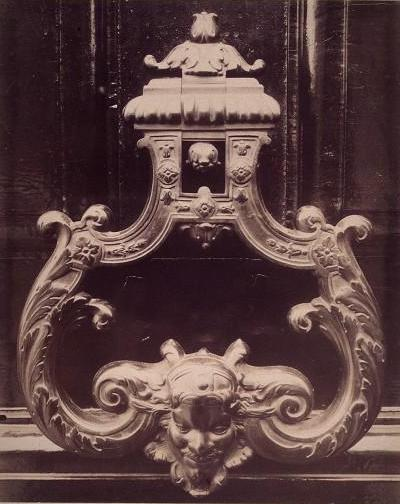
Aldabón de Eugène Atget en el Hôtel de Brunoy.
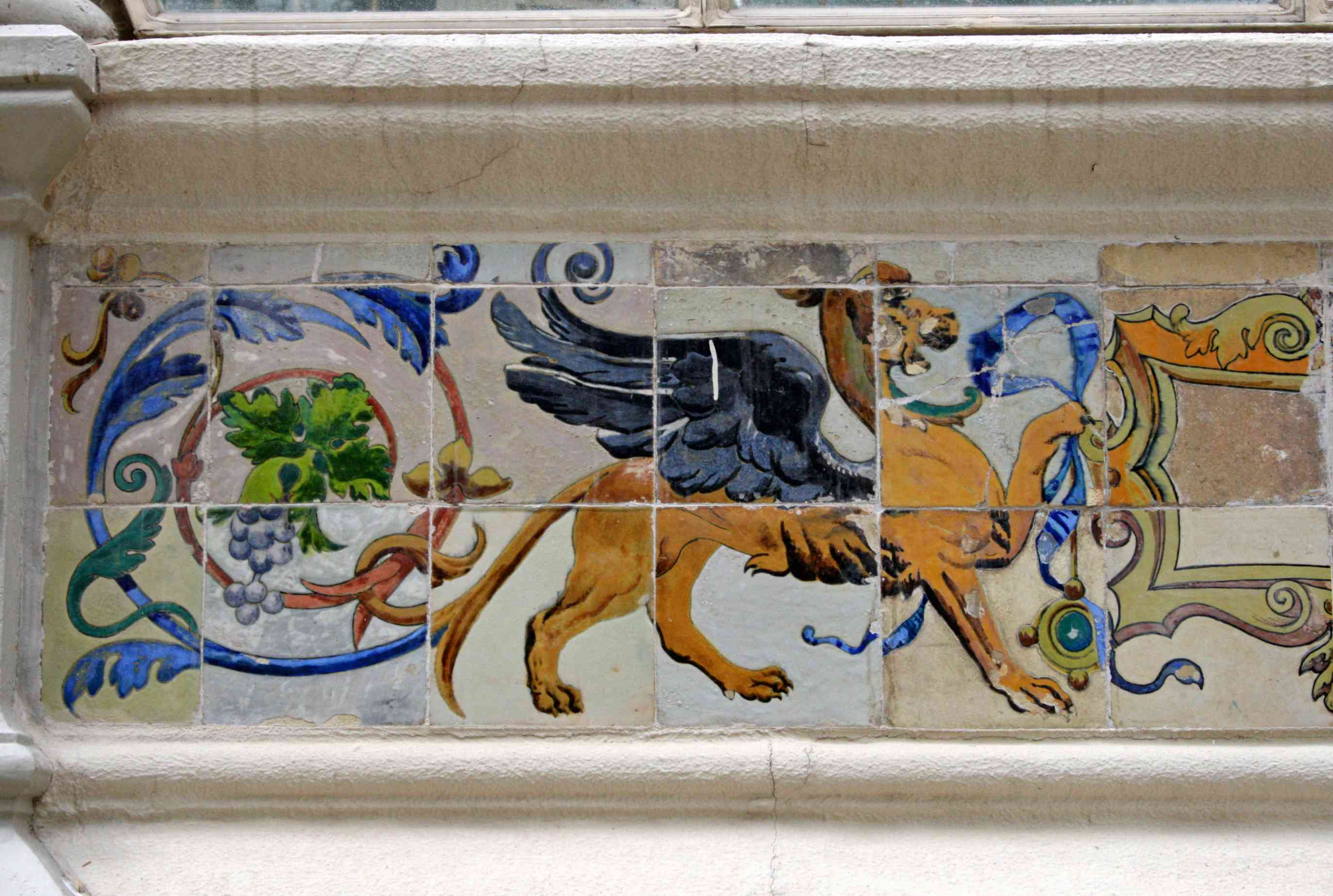
Azulejos del Palacio de Cristal del Retiro, Madrid.

### Grutescos escultóricos
Hay un uso escultórico de grutescos como relieve decorativo.

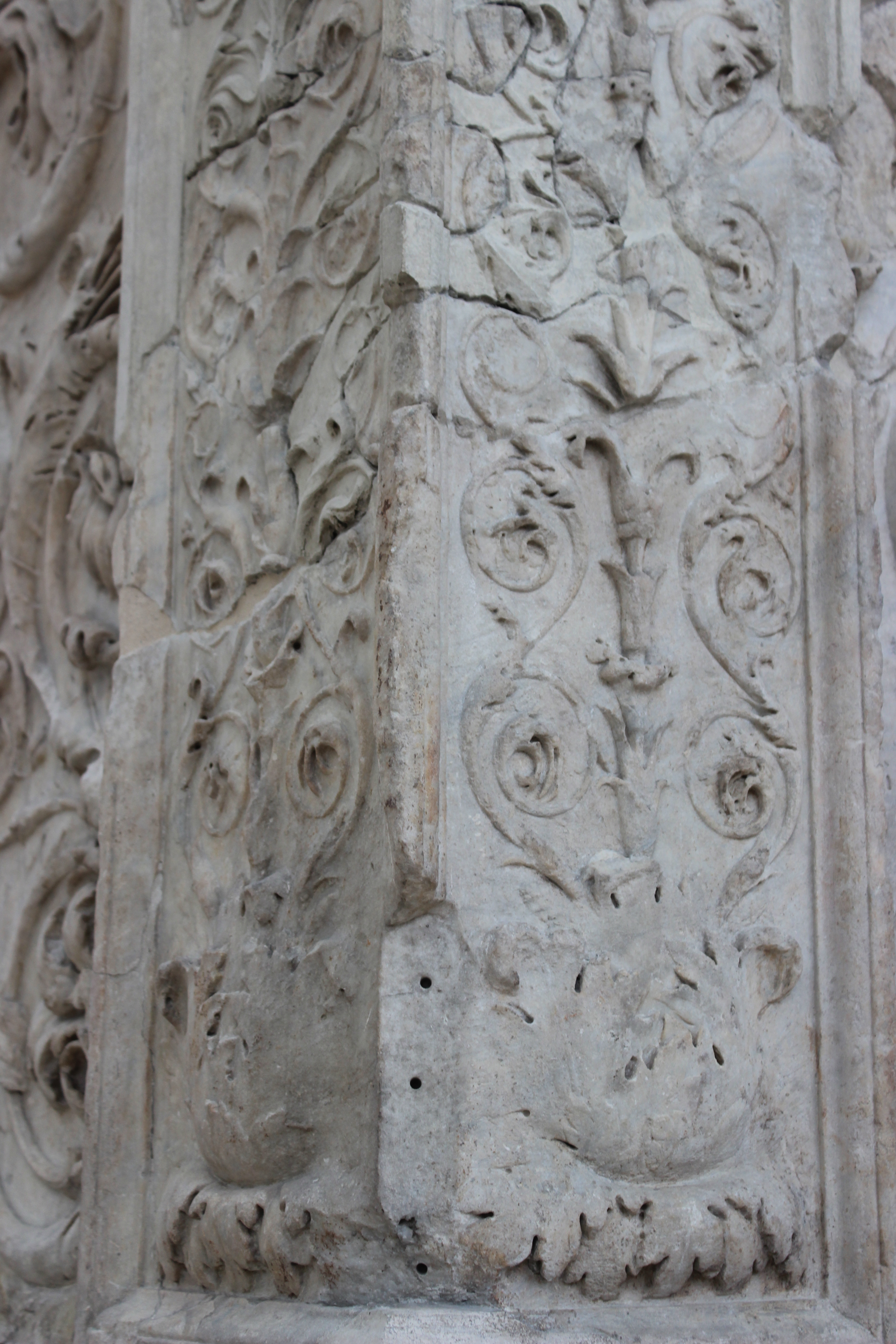
Relieves decorativos del Ara Pacis.
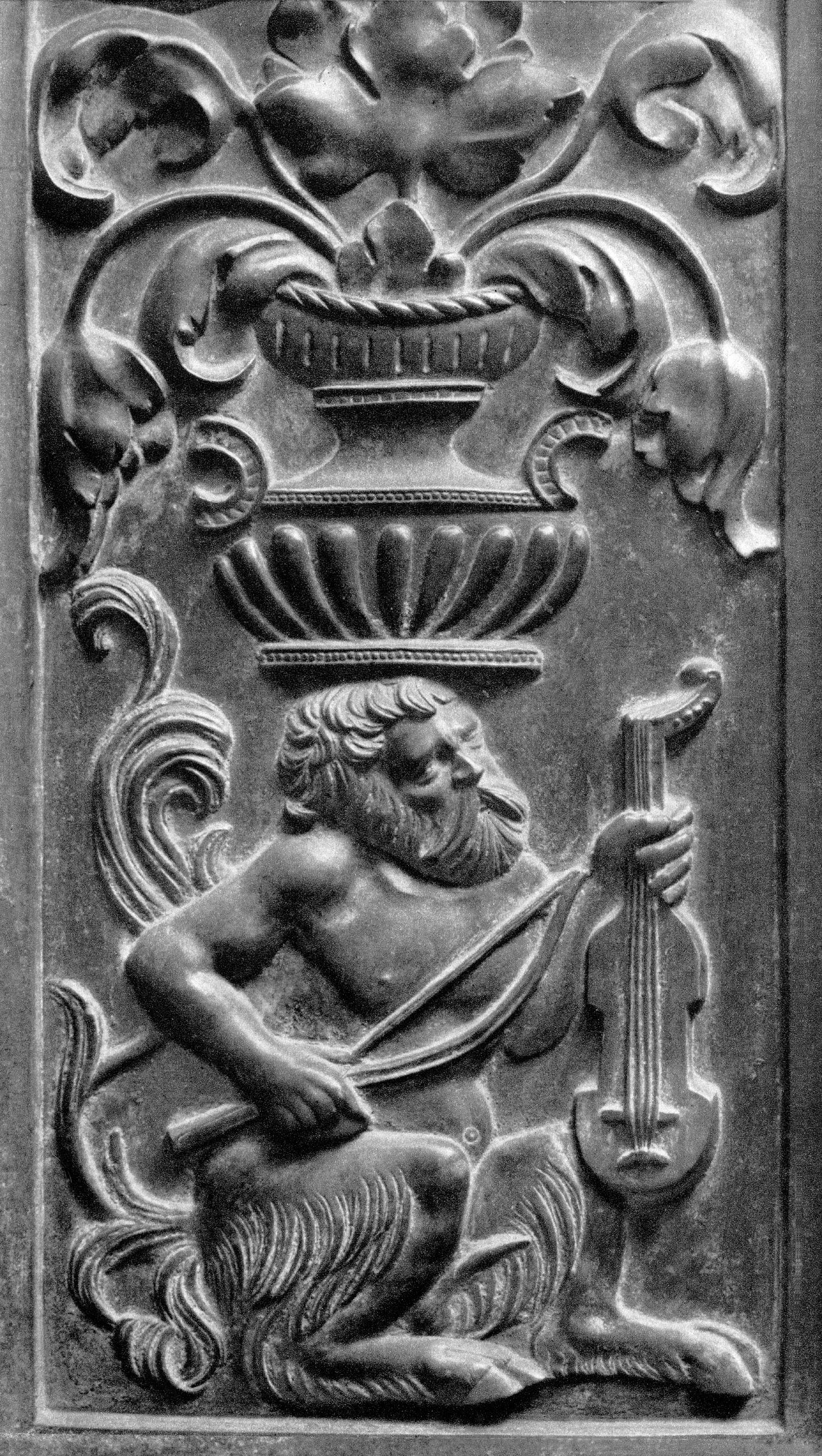
Detalle de la Capilla de Segismundo, Cracovia, 1517-1533.
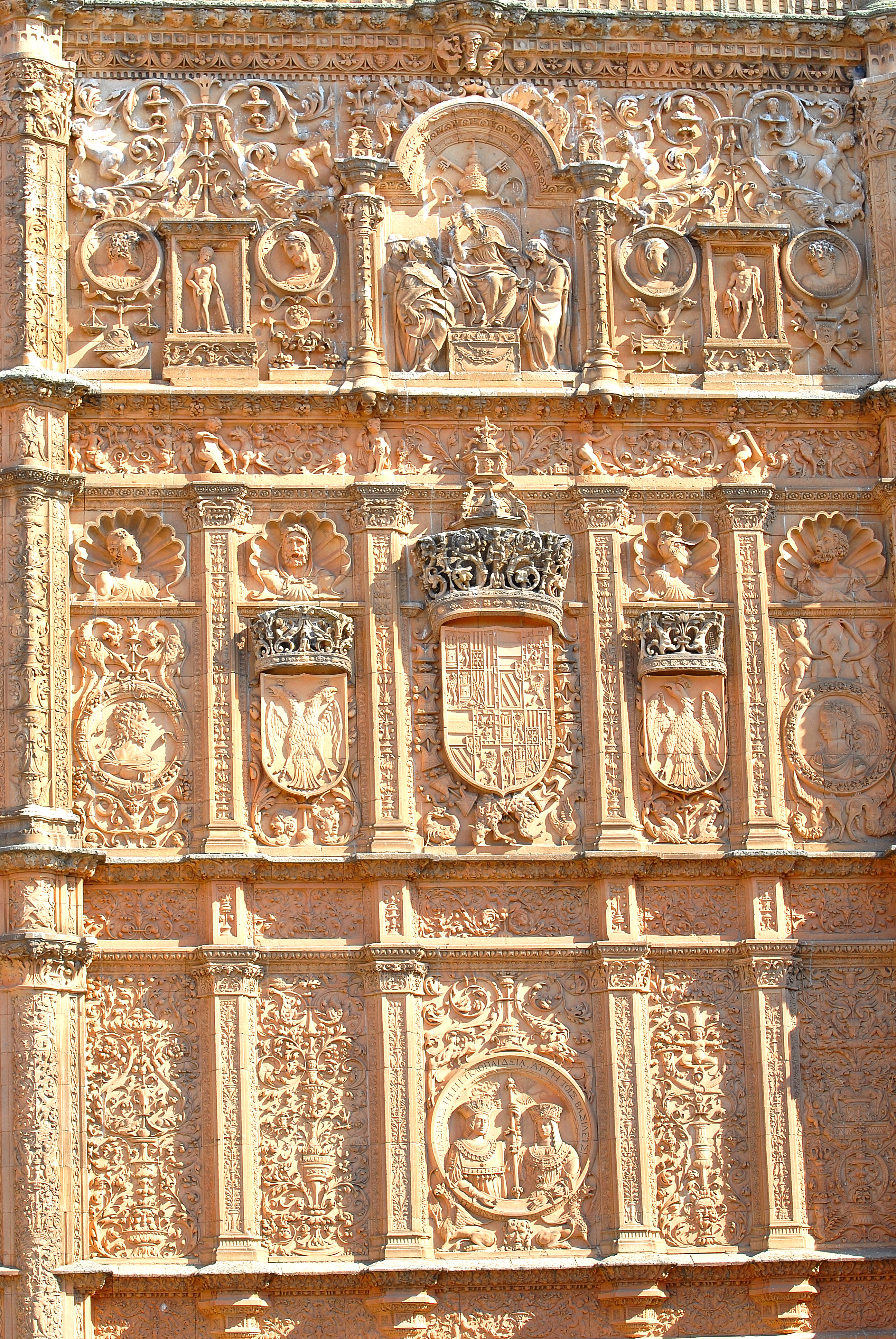
Fachada de las Escuelas Mayores de la Universidad de Salamanca (hasta 1533).

## Grotescocomo caricatura y alusión a lo monstruoso
Algunos pintores del Pleno Renacimiento, como Leonardo da Vinci o Miguel Ángel, realizaron estudios de cabezas "grotescas", deformadas como caricaturas. En la misma época Quintin Metsys lo llevó incluso a un cuadro completamente terminado: su Mujer grotesca. Las composiciones oníricas de El Bosco son muy a menudo identificadas con lo grotesco. El tratamiento grotesco de los monstruos es habitual en ciertos temas artísticos, y recurrente en muchas de las representaciones de las tentaciones de San Antonio. Tales obras se suelen considerar precedentes del pre-romanticismo de comienzos del siglo XIX (Füssli, Los caprichos o las pinturas negras de Goya), del expresionismo de comienzos del siglo XX (Edvard Munch, Egon Schiele, Otto Dix, José Gutiérrez Solana) o del surrealismo. 

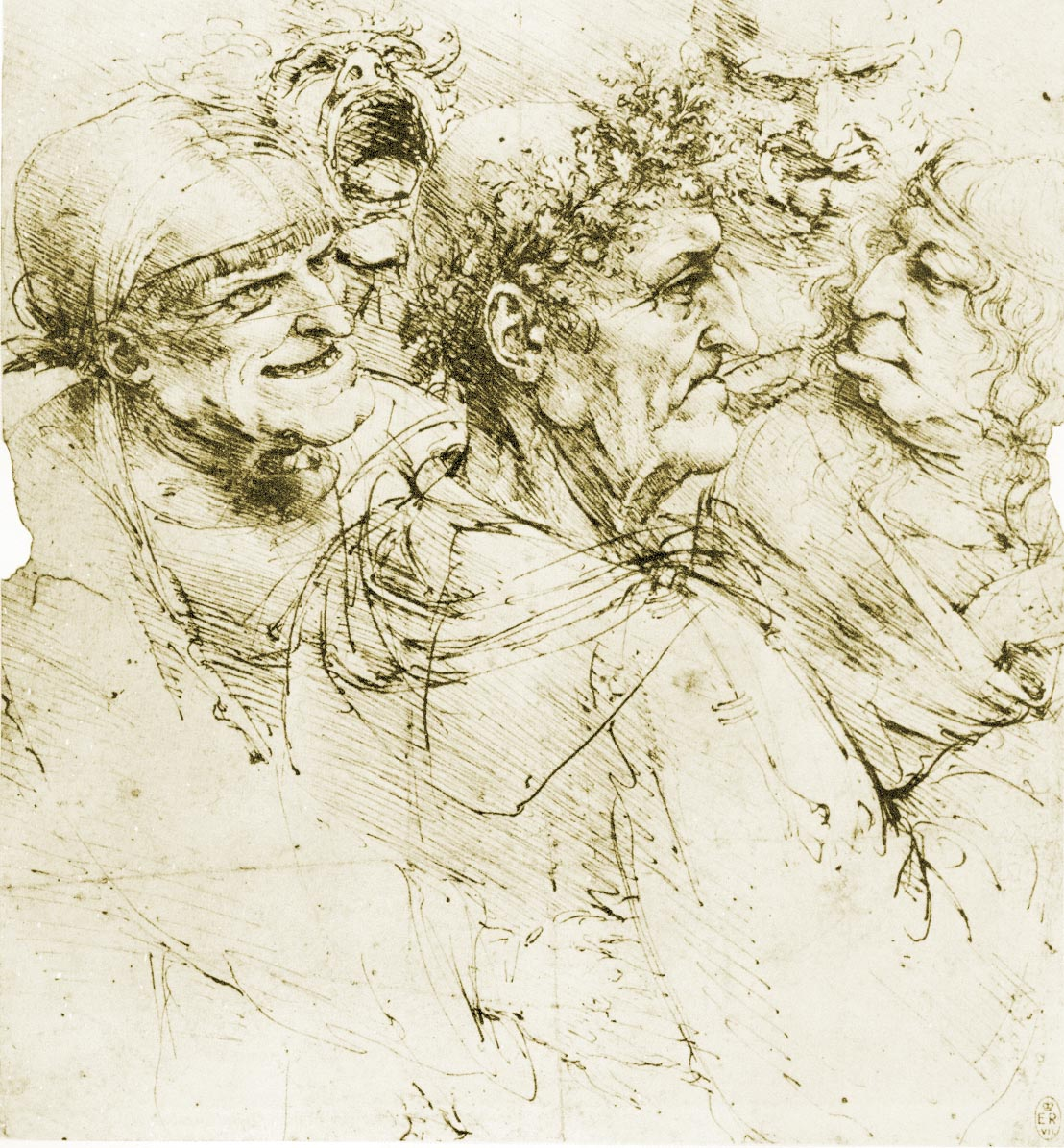
Cabezas grotescas, de Leonardo, ca. 1490.
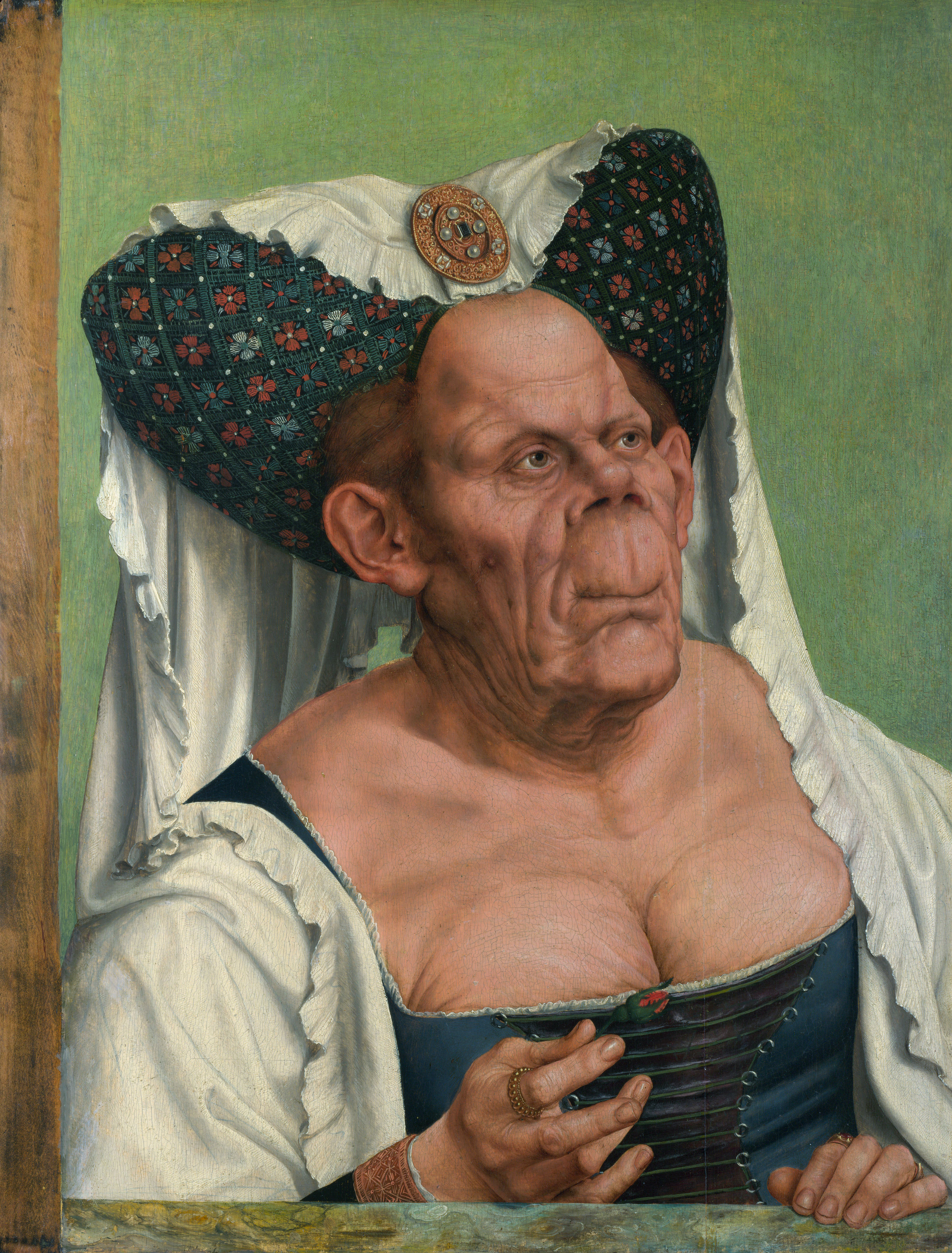
Mujer grotesca, de Metsys, ca. 1513.
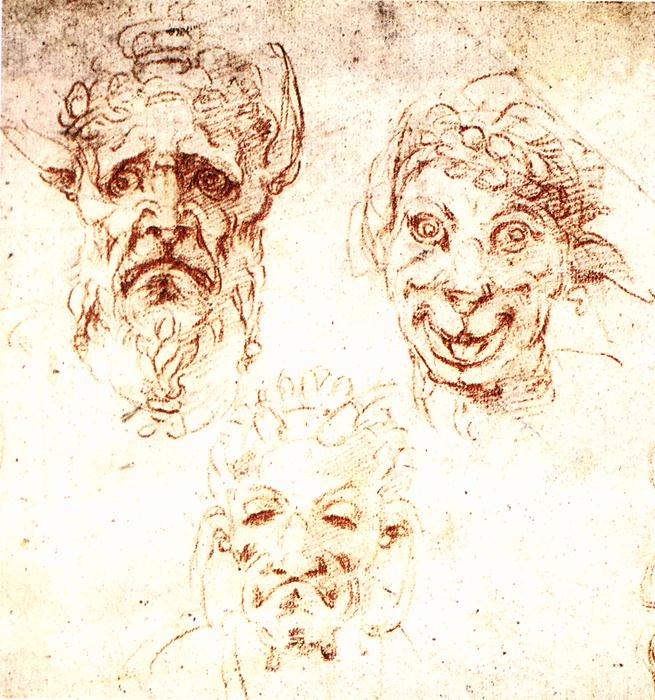
Cabezas grotescas, de Miguel Ángel, ca. 1530.
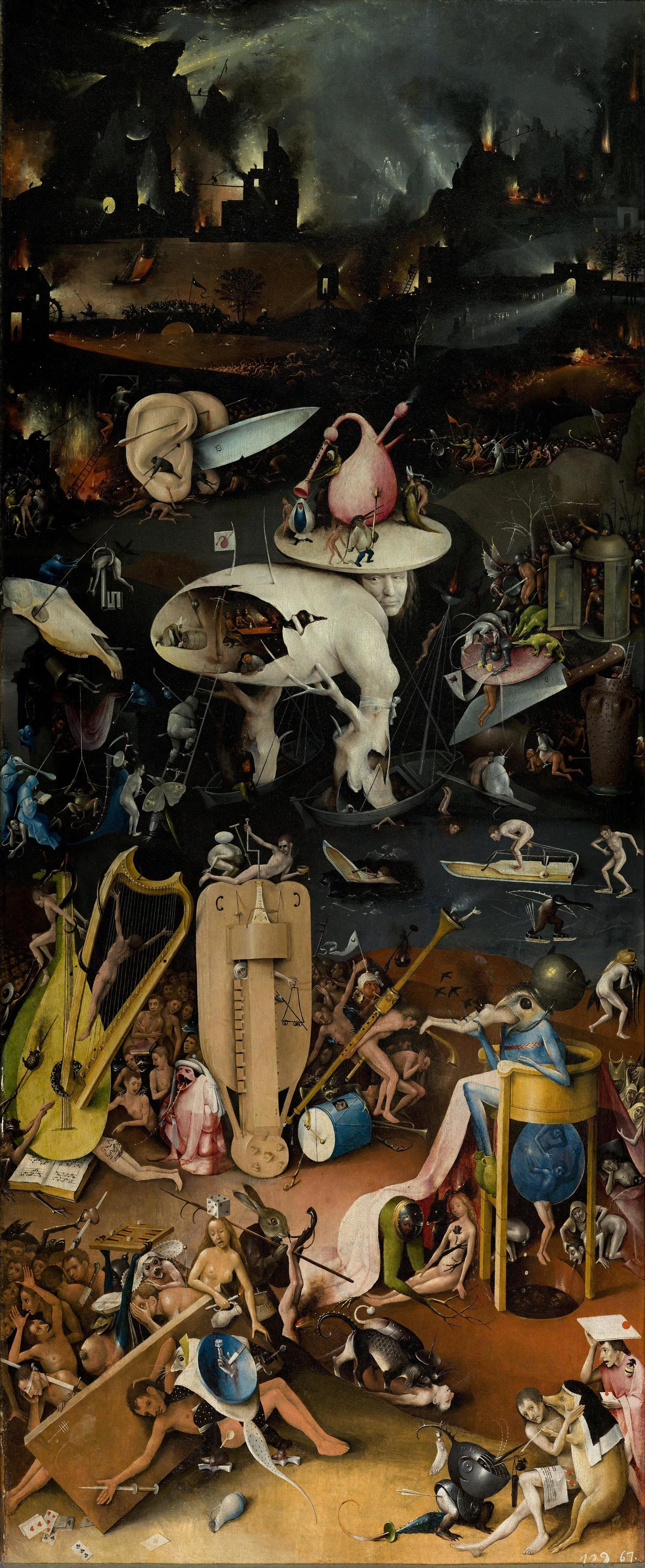
Panel derecho de El jardín de las delicias, de El Bosco, ca. 1480-1490.
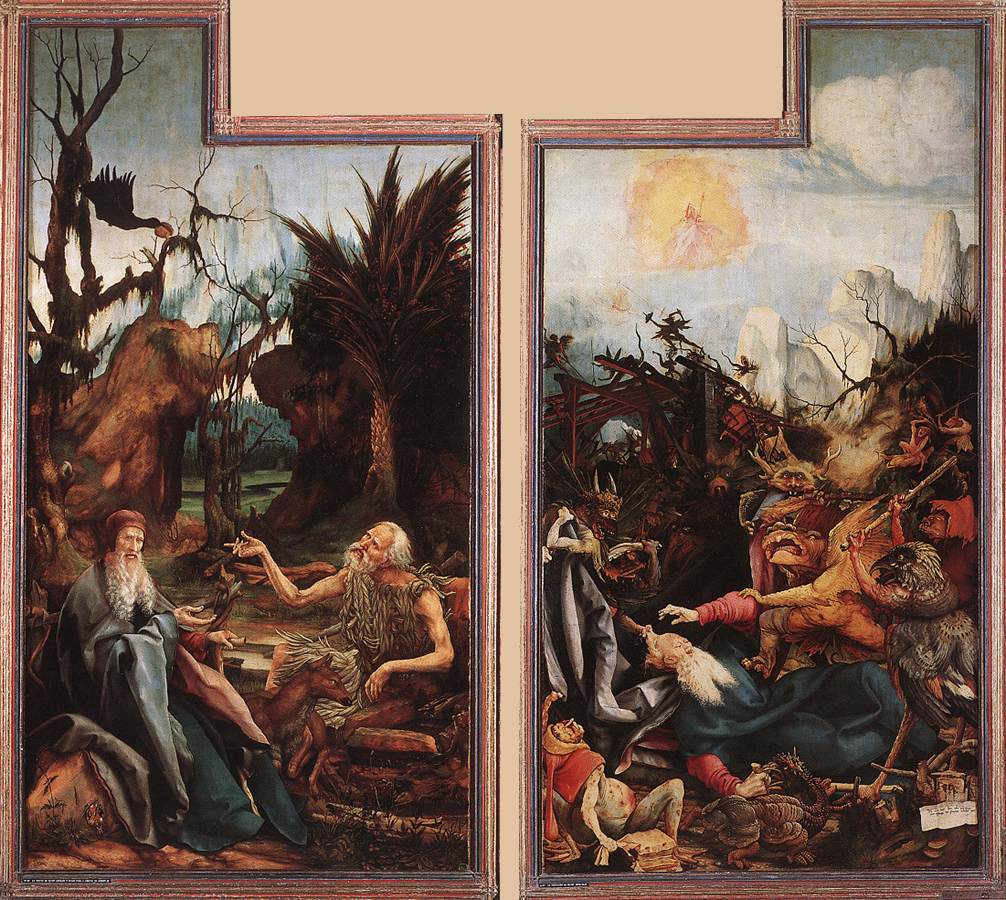
Altar de Isenheim, de Grünewald, ca. 1512-1516.
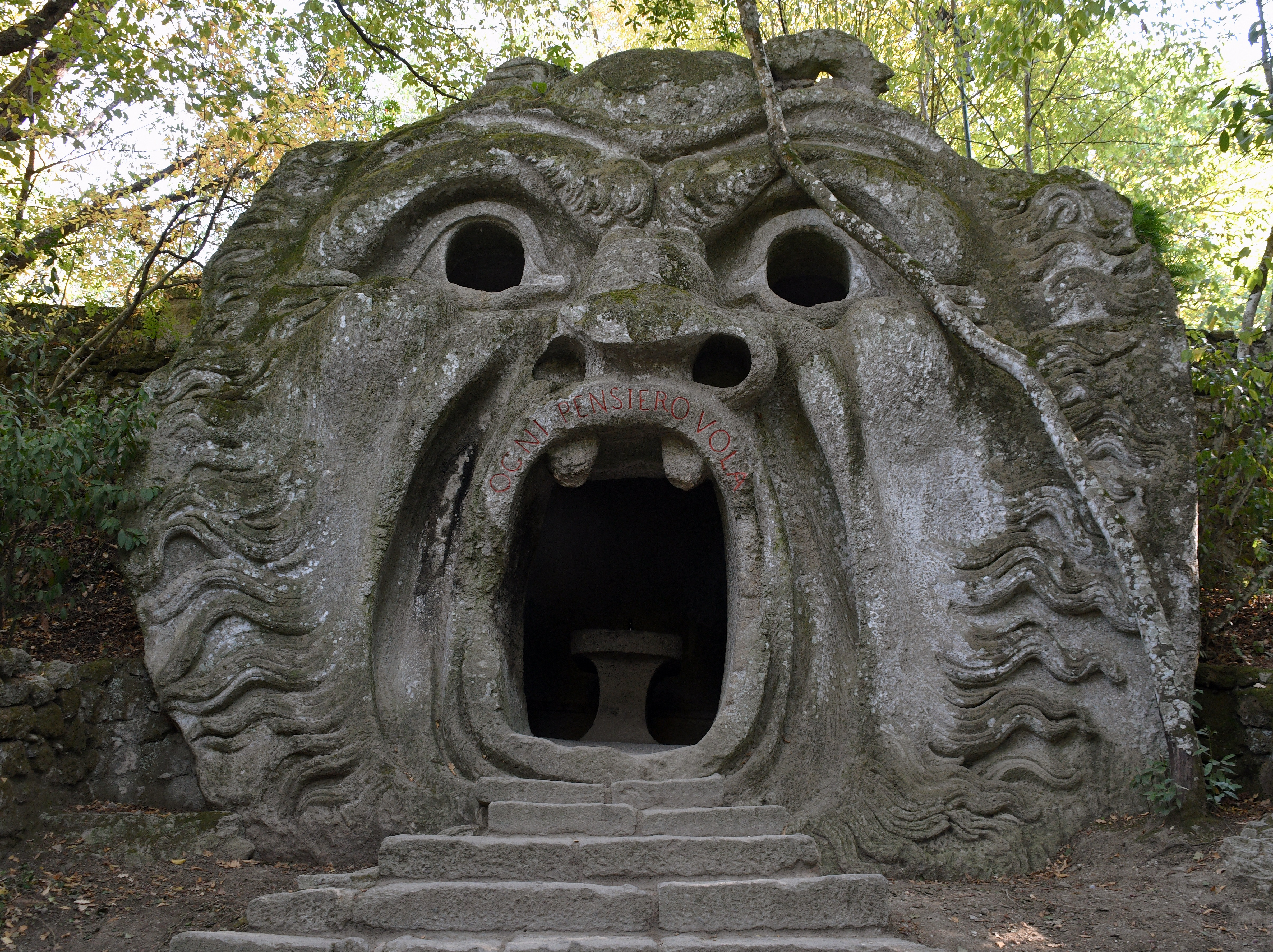
Parque de los monstruos de Bomarzo, ca. 1550.
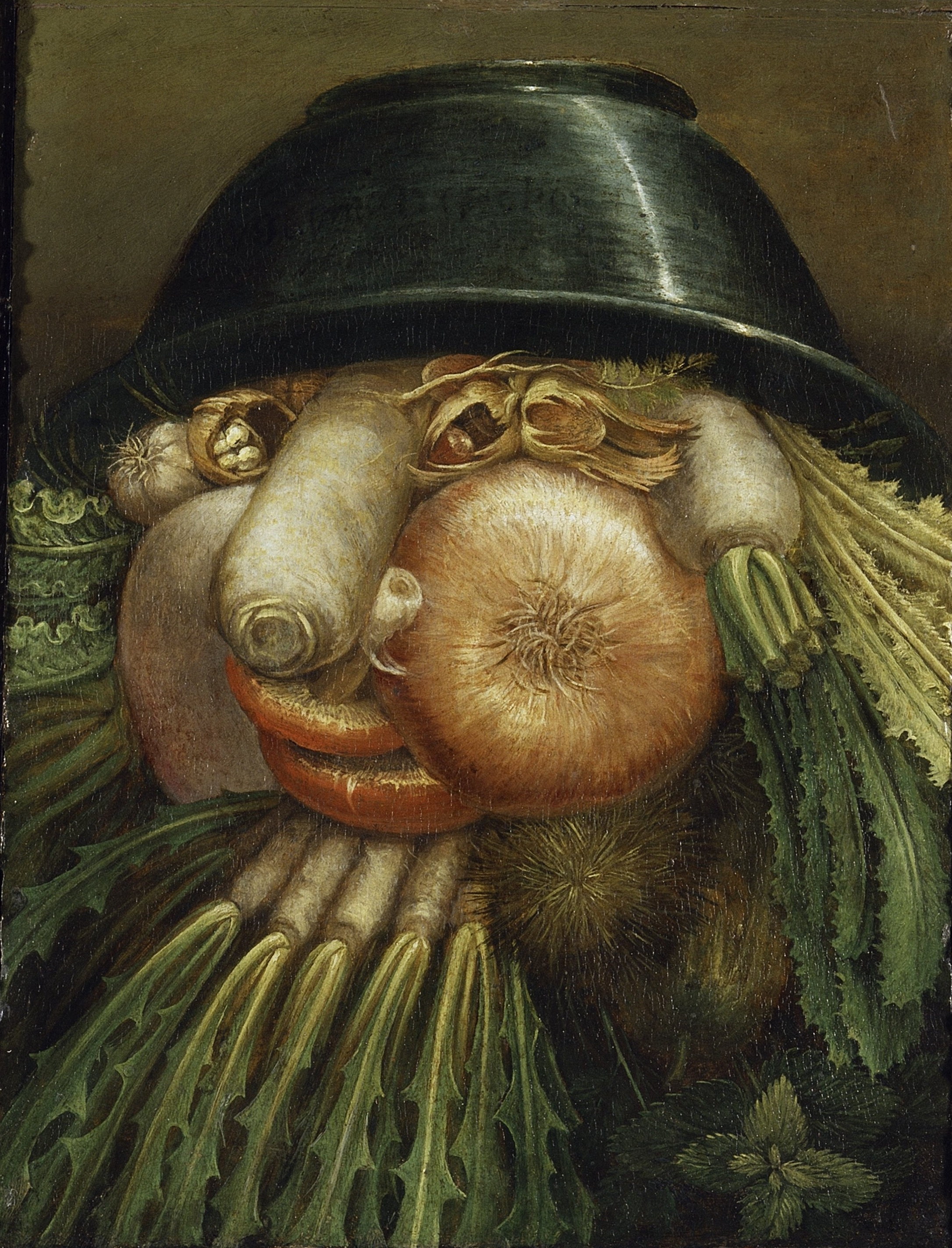
Retrato con verduras, de Arcimboldo, mediados del siglo XVI.
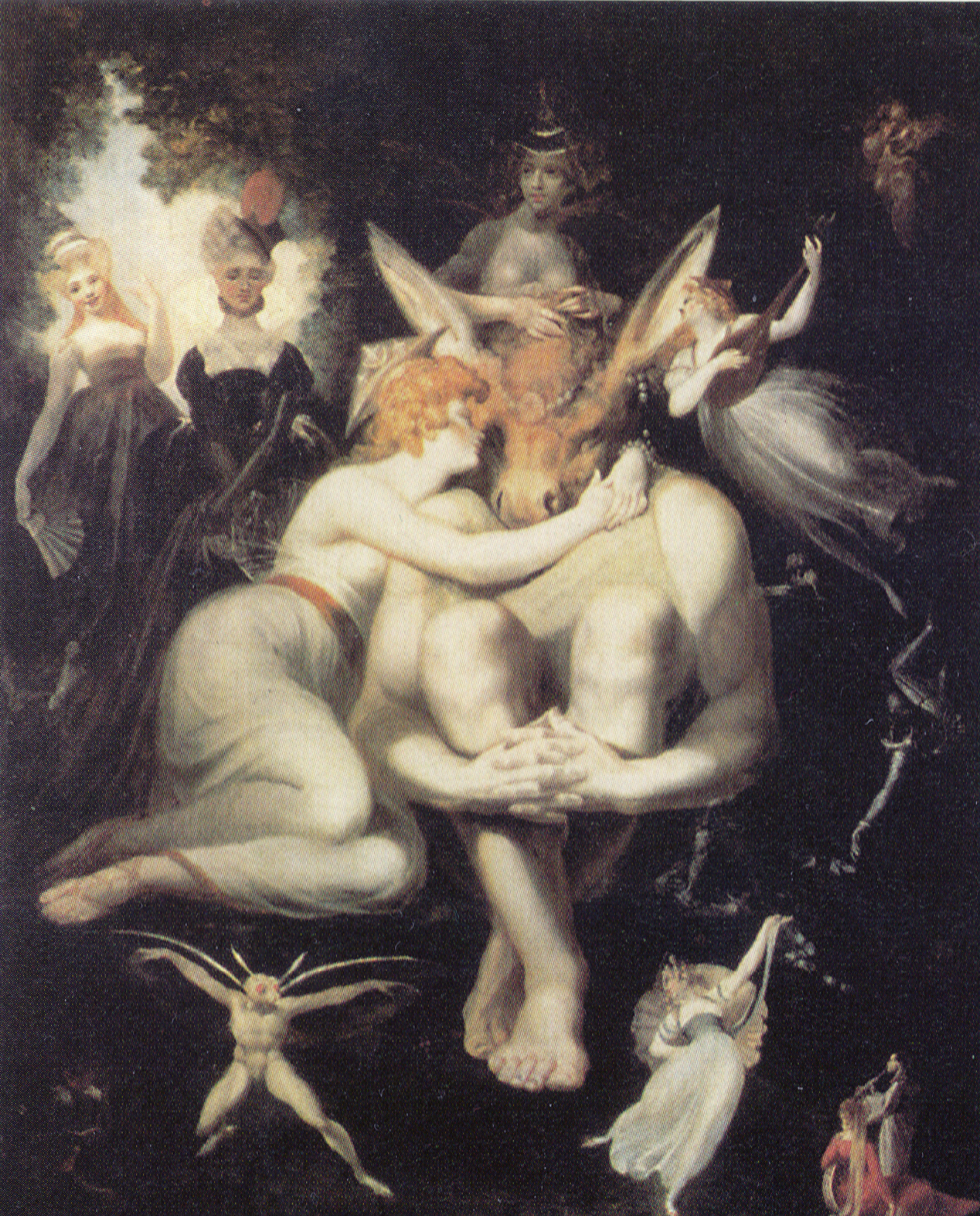
Ilustración de El sueño de una noche de verano, de Füssli, ca. 1793.
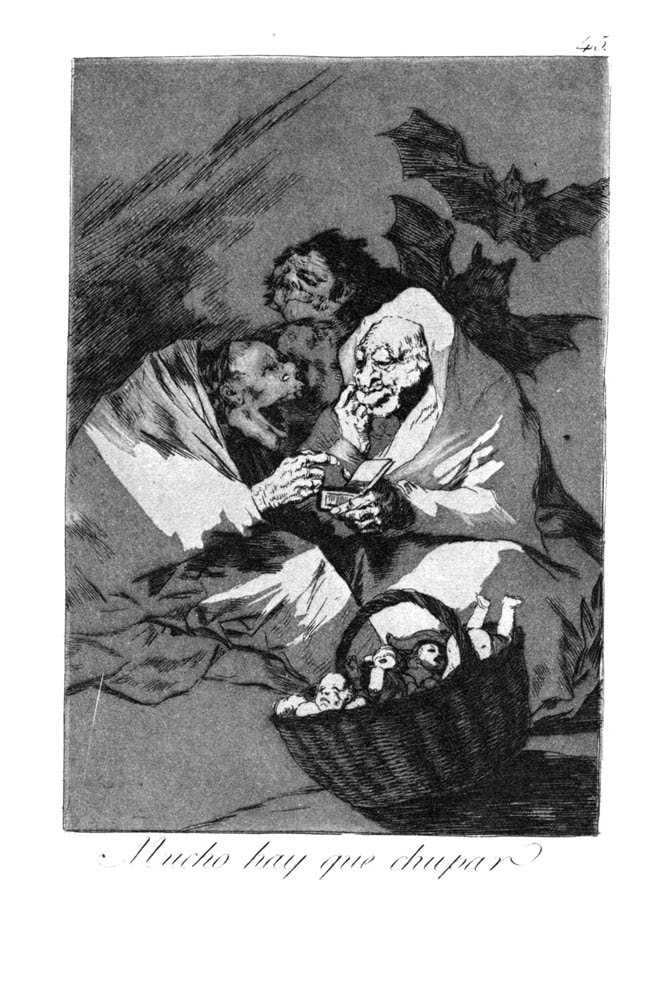
Mucho hay que chupar, nº 45 de Los caprichos de Goya, 1799.
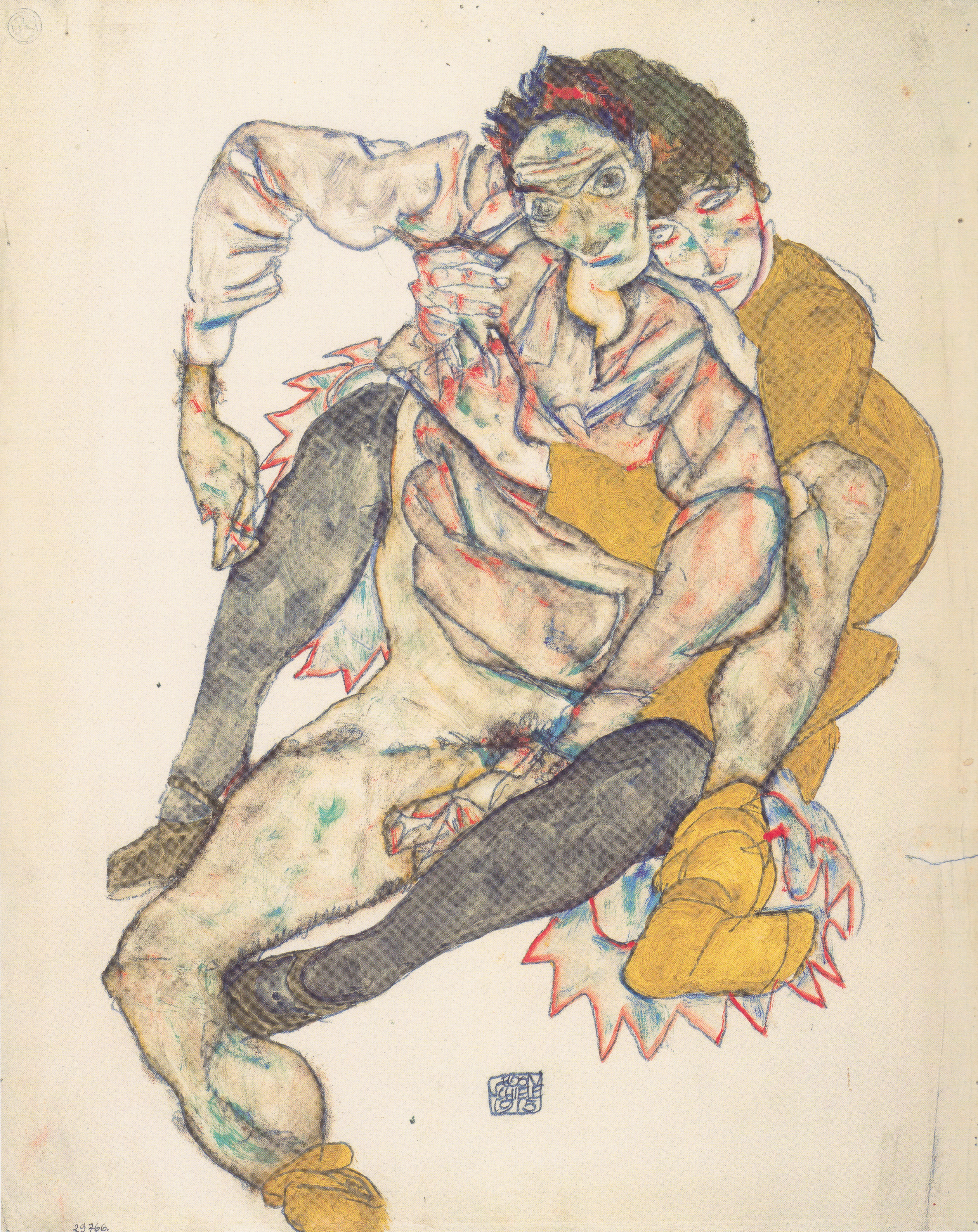
Sitzendes Paar, de Egon Schiele, 1915.

## Grotesqueen tipografía
El tipo de imprenta Sans Serif o palo seco tiene variantes llamadas grotesque y neo-grotesque. Entre ellas están el Akzidenz Grotesk y el Monotype Grotesque.

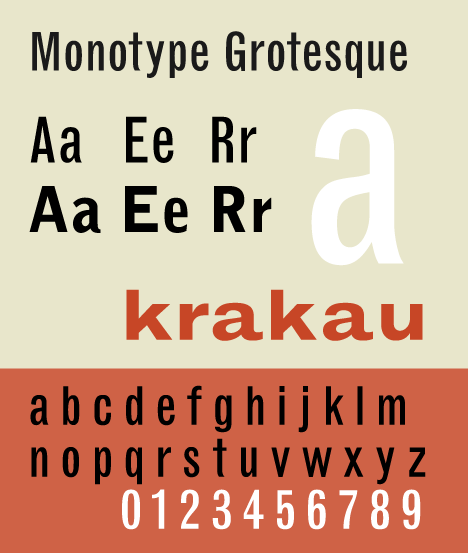

Los ornamentos tipográficos incluyen figuras similares a los grutescos.

## Grotescoen literatura y cine
Cuerpo grotesco es un concepto del crítico literario Mijail Bajtín que aplica a la obra de Rabelais.
Justus Möser (Harlekin, oder Verteidigung des Grotesk-Komischen -«Arlequín o la defensa de lo grotesco-cómico»-, 1761) identifica en «exageración de las figuras» de la comedia del arte una identidad con la caricatura de las artes plásticas, permitiendo al teatro una forma peculiar de describir «las costumbres de los hombres».
Edgar Allan Poe, en el contexto literario del Romanticismo, escribió un conjunto de cuentos que se publicaron en 1840 con el título Tales of the Grotesque and Arabesque ("cuentos de lo grotesco y arabesco"), que parece referirse al uso de estos conceptos en un ensayo de Walter Scott (On the Supernatural in Fictitious Composition -"De lo sobrenatural en la composición ficticia"-).
El dramaturgo italiano Luigi Pirandello utilizó el término "grotesco" como sustantivo para su propio estilo teatral naturalista que refleja una realidad entre cómica y trágica. 
En el teatro de Argentina y Uruguay se llama "grotesco" a un subgénero dramático costumbrista, derivado del sainete y el vodevil, que desde comienzos del siglo XX mostraba la vida de los inmigrantes hacinados en los inquilinatos o conventillos (cuartos baratos que generalmente compartían un patio). La perspectiva era caricaturesca, respondiendo al estereotipo y la sorna con que los criollos solían ver a italianos, españoles, rusos o árabes llegados en las recientes oleadas migratorias. Algunos de los autores de sainetes eran sin embargo hijos de esos inmigrantes. 
Una pieza destacada del sainete es El conventillo de la Paloma, de Alberto Vacarezza, cuyo escenario principal es precisamente el patio del inquilinato. Armando Discépolo introdujo un giro dramático y sombrío en el enfoque de esos ambientes y creó lo que él mismo llamó "grotesco criollo". Las obras Mustafá, Giácomo, Babilonia, Stéfano, Cremona y Relojero, estrenadas entre 1921 y 1934, son tragicomedias representativas de una dramaturgia que influyó en autores posteriores, como Roberto Cossa, Osvaldo Dragún, Carlos Gorostiza y Griselda Gambaro. 
Estilos teatrales afines son el esperpento (forma dramática creada por el español Ramón del Valle Inclán -Luces de bohemia, Los cuernos de don Friolera-, quien lo definió como un intento de mostrar la realidad en un espejo distorsionante), el teatro del absurdo (Alfred Jarry, Samuel Beckett, Miguel Mihura, Eugène Ionesco) y formas posteriores de humor surrealista (en entornos teatrales y no teatrales).
El film grotesco es un subgénero cinematográfico.